# Biserica de lemn din Mănăstirea Strâmba

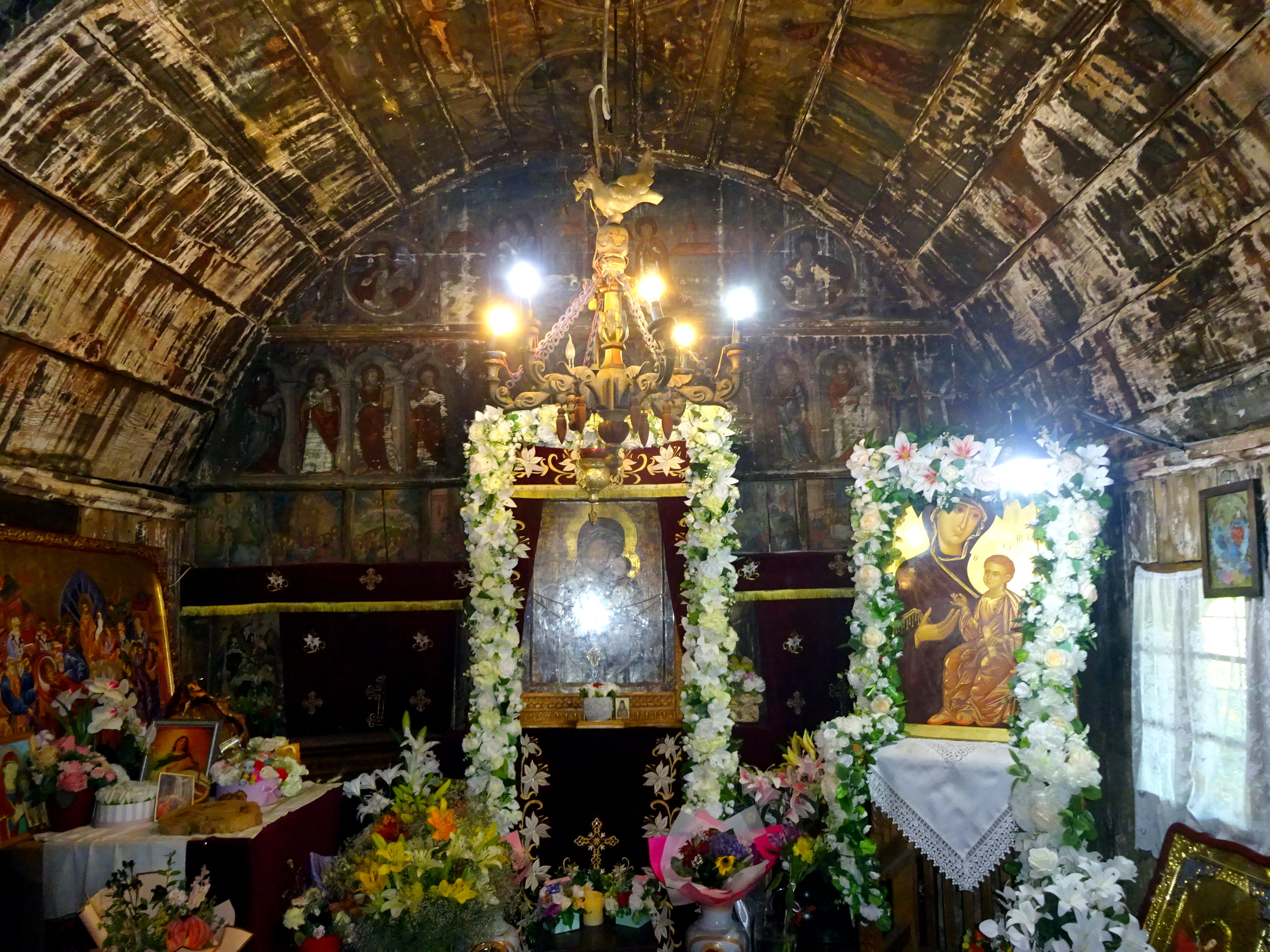
Interiorul navei

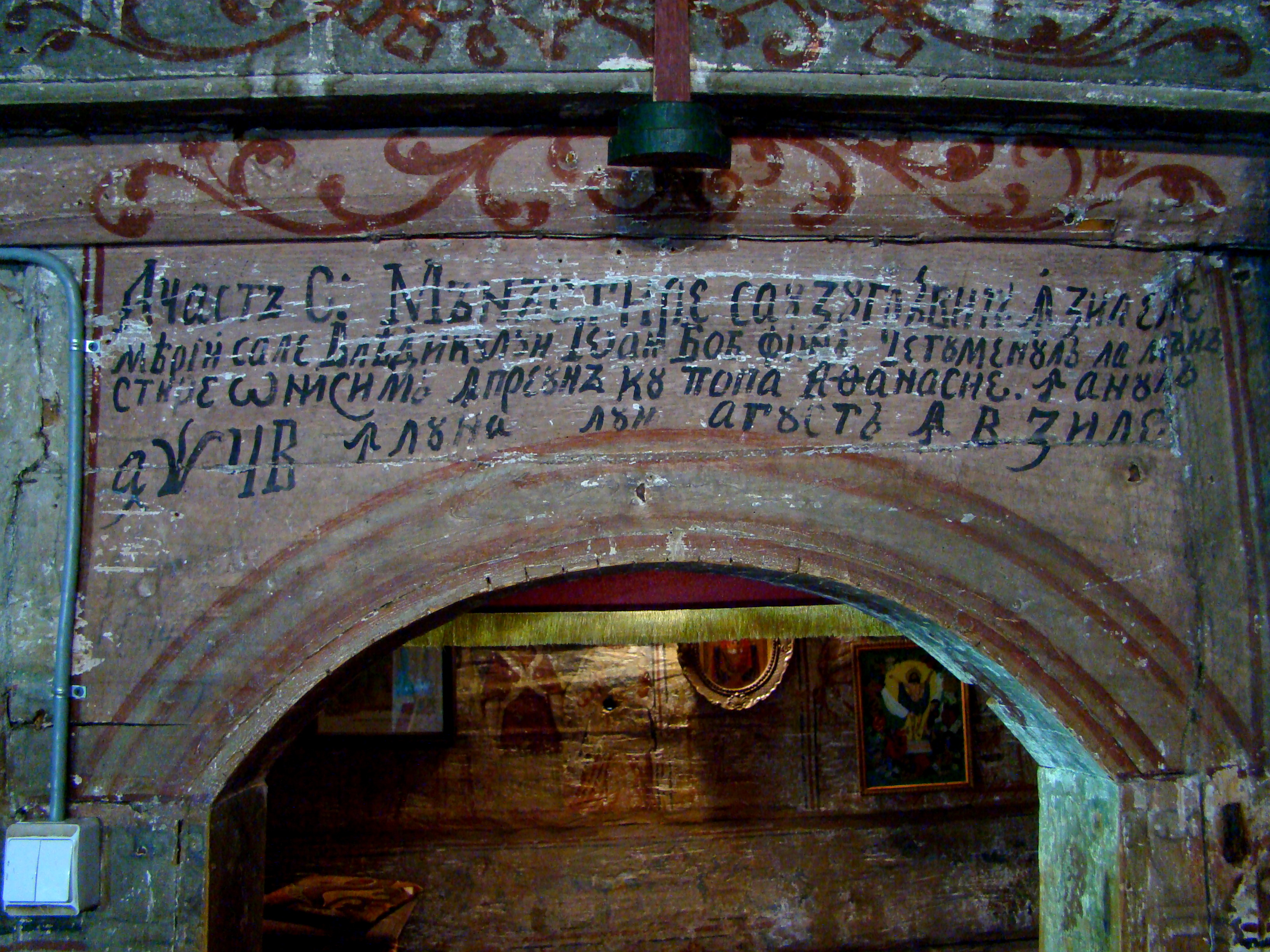
Pisania deasupra intrării în naos

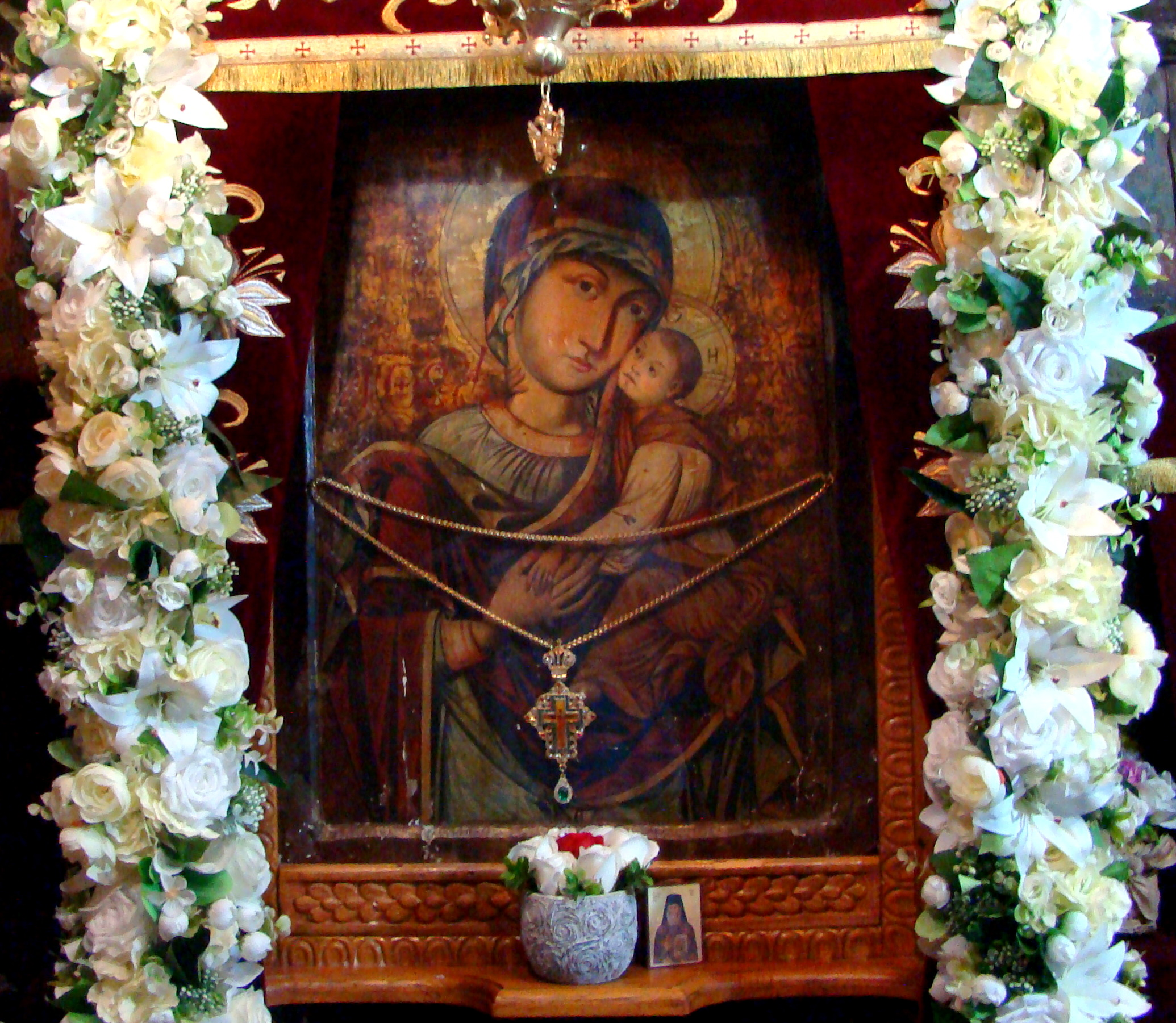
Icoana „Maica Domnului cu Pruncul”, numită şi „Dulcele sărut” (Luca din Iclod, 1673)

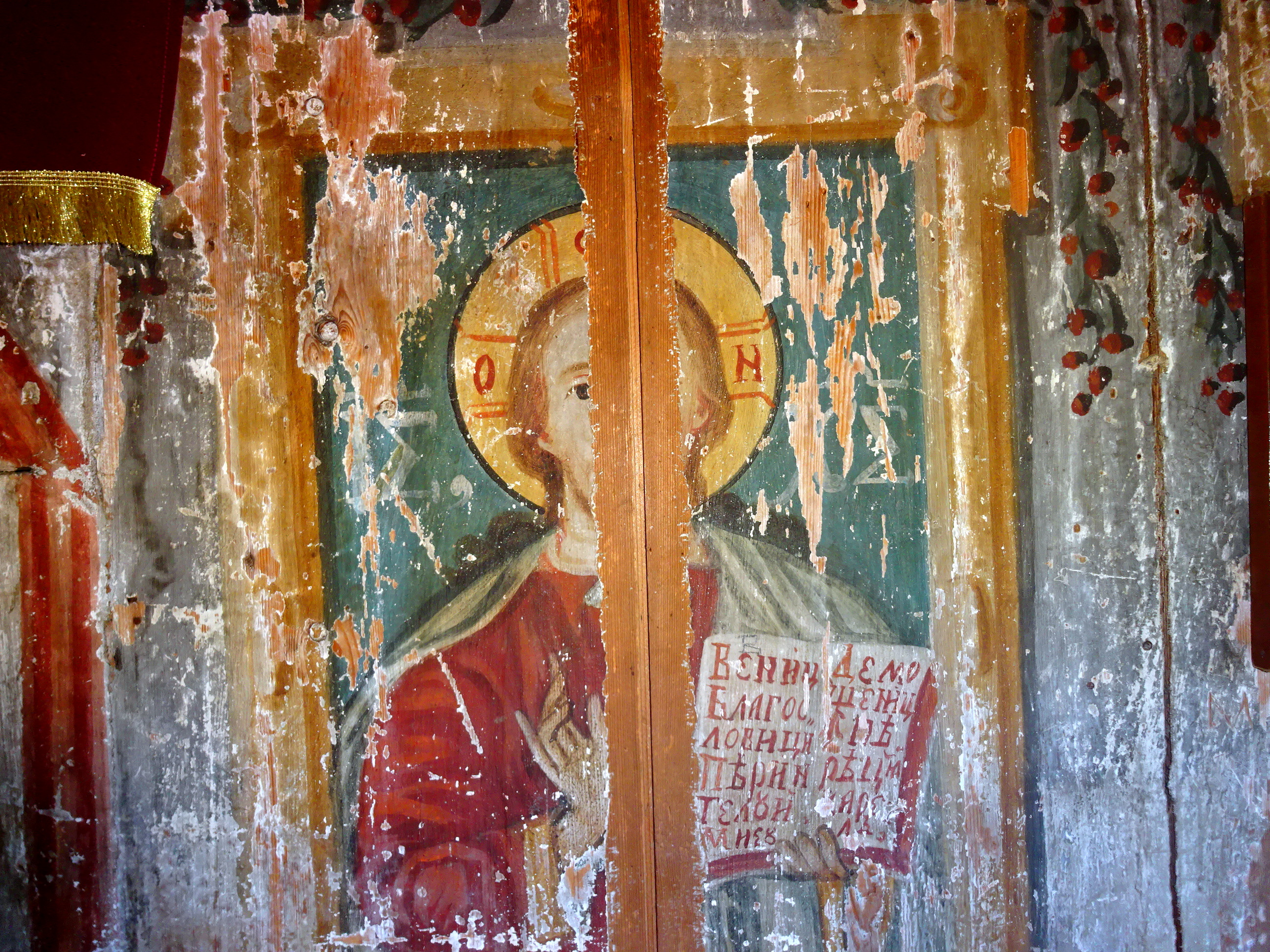
Icoana Mântuitorului pe peretele dintre pronaos şi naos

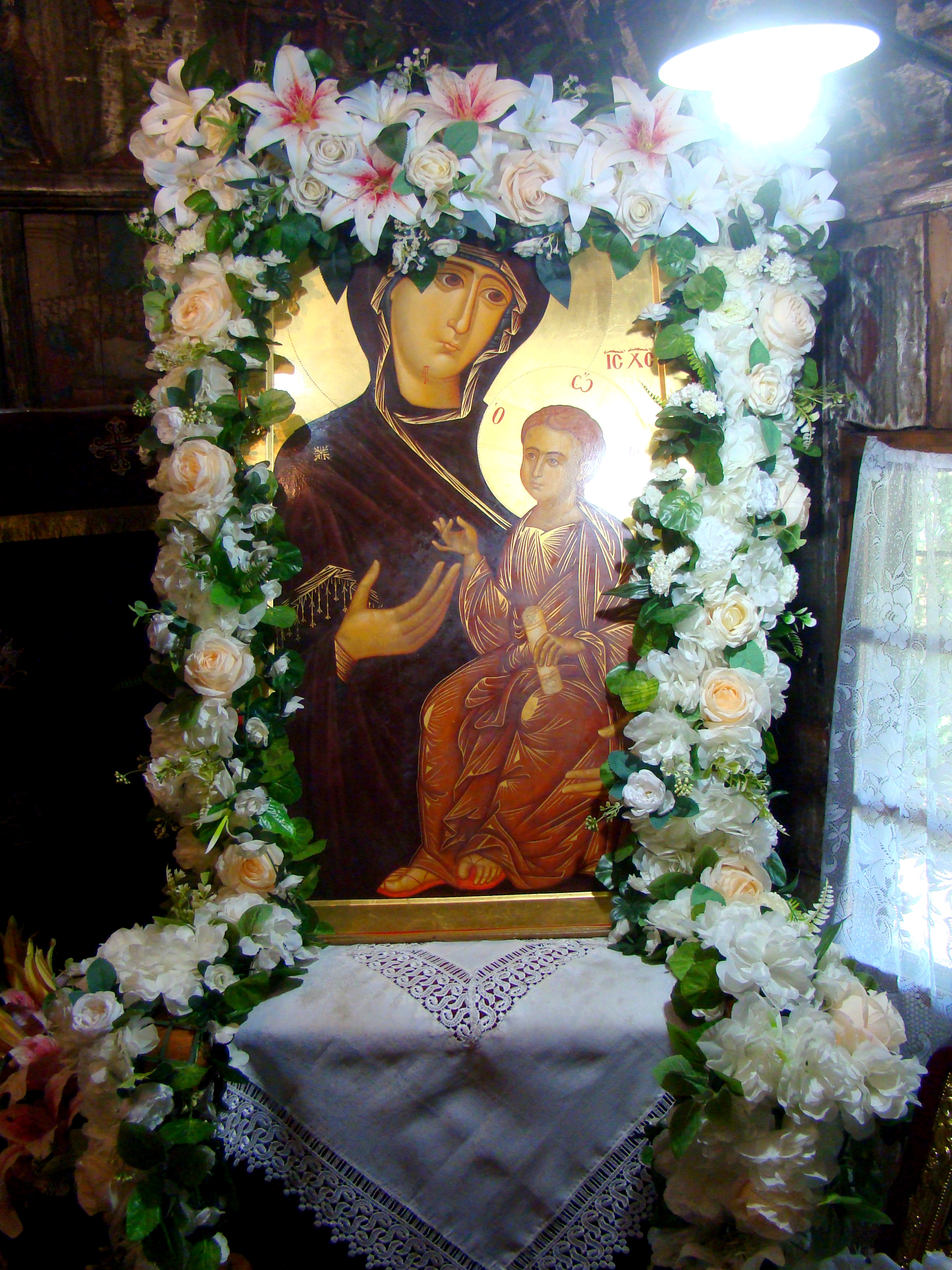
O icoană modernă a Maicii Domnului cu Pruncul

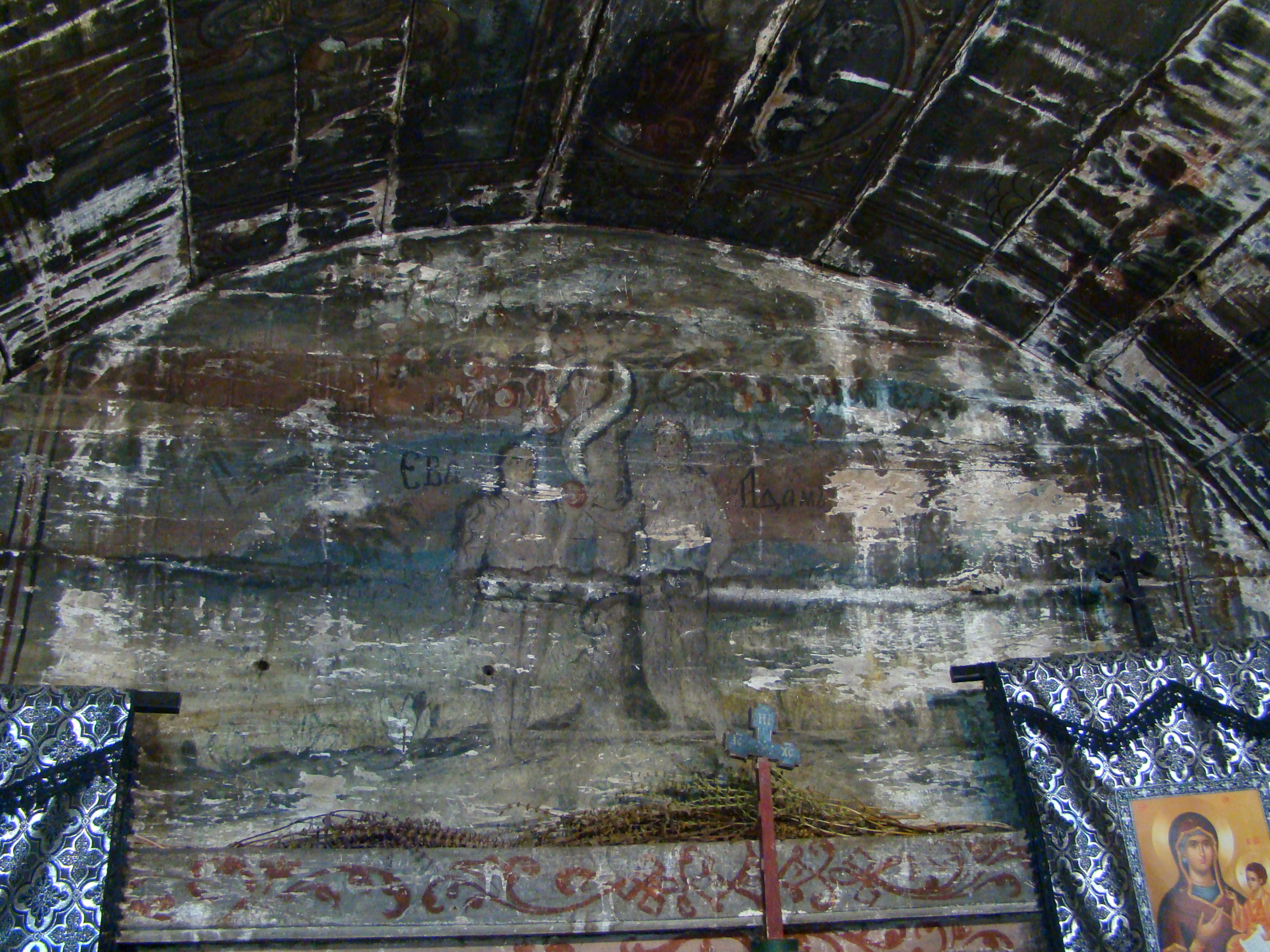
Timpanul de vest al naosului

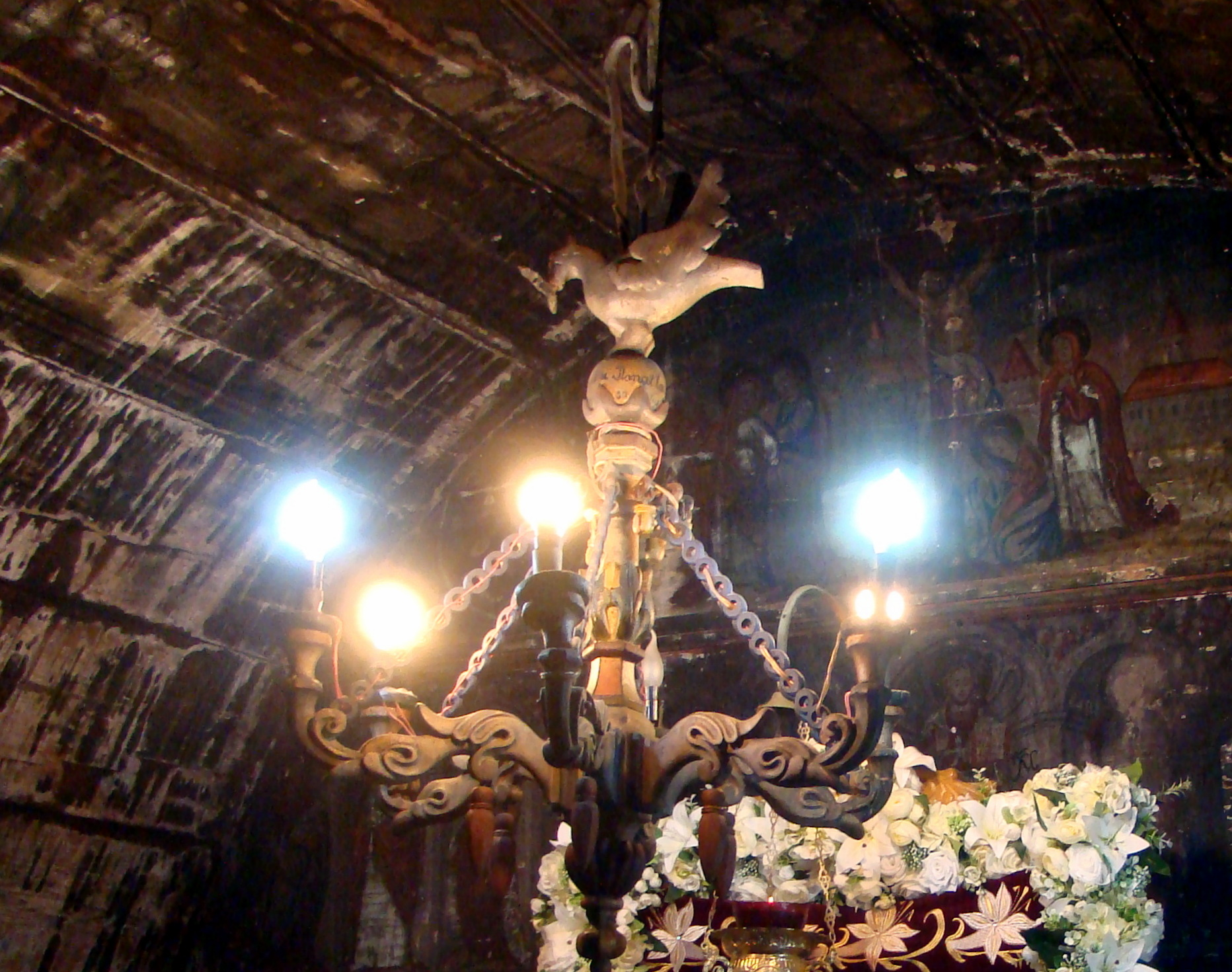
Candelabrul vechi de lemn cu pasărea sufletului

Biserica de lemn din Mănăstirea Strâmba se află în hotarul localității Păduriș din județul Sălaj. Ea a fost ridicată spre sfârșitul secolului 18 de egumenul Nichifor și pictată în 1792. Biserica se află pe noua listă a monumentelor istorice sub codul LMI:  SJ-II-m-A-05091.

## Istoric și trăsături
Biserica din lemn a mănăstirii este singura construcţie ce s-a mai păstrat din vechea aşezare monahală. O biserică construită din lemn de gorun,  de plan dreptunghiular, cu absida altarului decroşată, poligonală cu cinci laturi. Acoperișul este şindrilit, străpuns în marginea vestică de un turn-clopotniță, încoronat cu un coif scund.
Pe latura de sud se află intrarea în pronaosul lăcaşului, marcată de un ancadrament cu sculptură florală. Cu prilejul unei reparaţii, pe aceeaşi latură a fost adăugată o prispă, şi tot atunci a fost tăiată încă o intrare în naos, pe lătura de nord. Ulterior pronaosul a fost tăvănit, în timp ce bolta naosului este semicilindrică.
În 1742 ieromonahul Domintian, vieţuitor al mănăstirii a pictat icoanele de pe rama interioară a ancadramentului uşilor împărăteşti (intradosu): în stânga Vasile Velichii (Vasile cel Mare) şi Grigore Bogoslov (Grigore Dialogul) şi Sfântul Ioan Zlataust (Sfântul Ioan Gură de Aur). Tot lui îi sunt atribuite cele şase medalioane de pe uşile împărăteşti: evangheliştii Marcu, Matei, Luca, Ioan, Arhanghelul Gavriil şi Fecioara Maria.
În anul 1792 biserica a fost pictată cum rezultă din inscripţia din naos aflată deasupra uşii de intrare dinspre pronaos: „Această s[fântă] Mănăstire s-a zugrăvit în zilele Mării sale vlădicului Ioan Bob, fiind egumenul la mănăstire Onisim împreună cu popa Atanasie, în anul 1792 în luna lui august, în două zile”.
Dintr-un inventar datat la 15 februarie 1795, aflăm că biserica a fost „zugrăvită frumos precum se cuvine” lucrarea „cu stupii mănăstirii fiind plătită”.
Din ansamblul mural realizat în 1792 se mai păstrează:
În pronaos: un înger trâmbiţaş într-un medalion (pe tavan); pilda celor 10 fecioare – cinci înţelepte, împodobite cu coroniţe din flori de câmp şi mărgele, şi cinci nebune (pe peretele vestic); - sfinţii împăraţi Constantin şi Elena (pe peretele nordic); icoanele murale – „Sfântul Arhanghel Mihail”, „Maica Domnului cu Pruncul”, „Iisus Hristos” şi „Sfântul Nicolae”, având deasupra un decor de ramuri de stejar (pe peretele dintre pronaos şi naos).
În naos: pe timpanul de vest – deasupra uşii cu imaginea „Sfântul Petru” se află o scenă din Facere – „Adam şi Eva”; în registrul inferior „Jărtfuieşte Avii şi fratele său Cain” şi „Cain ucide pe Avii” în registrul superior; pe centrul bolţii – patru medalioane cu prooroci încadrate de flori, apoi pe două registre laterale, scene din viaţa lui Hristos dintre care se impun prin realism şi plasticitate, scenele – „Înălţarea la cer” cu legenda: „Pe Iisus de căutaţi, nu iaste aici că sau sculat” (cu un cadru care sugerează peisajul din jurul mănăstirii), „Purtarea crucii” cu legenda: „Şi întorcându-se Iisus către ele zice: fiicele Ierusalimului nu plângeţi de mine însă pre voi plângeţi şi pre feciorii voştrii”.
În altar: pe timpanul de est al bolţii – „Deisis” flancat de proorocii Ilie şi Moise; pe pereţi – fragmente din friza sfinţilor ierarhi, deteriorate în parte şi datorită tăierii ulterioare a ferestrelor.
Iconostasul are trei frize, respectiv în partea superioară o amplă reprezentare a „Răstignirii” sub care urmează: „Apostolii” aşezaţi în nişte ghirlande de stejar, apoi „Prăsnicarele” respectiv scene din principalele sărbători ale anului.
Analizând pictura bisericii mănăstirii, în raport cu cele cunoscute în zonă, Ioana Cristache Panait consideră că este opera lui Ioan Pop din Românaşi, care în acei ani a împodobit şi vechile lăcaşuri din apropiere, de la Hida şi de la Sânpetru.
Cele patru „icoane frumoase dintre dveri” (uşi): „Sf. Dumitru”, „Maica Domnului cu Pruncu”, „Iisus Hristos” şi „Sf. Gheorghe” datează după Marius Porumb din 1785.
Icoana care a făcut faimoasă mănăstirea este „Maica Domnului cu Pruncul”, numită şi „Dulcele sărut”. Potrivit tradiţiei, icoana a fost dăruită mănăstirii de unul din marii latifundari ai Gârboului care a comandat-o vestitului Luca din Iclod, prin anul 1673.
Biserica are două clopote: unul mare pe care scrie: „IN TE DOMINE SPER A VI” şi unul mic cu inscripţia „A.S.I. 1679”.

### Hramurile bisericii
Biserica mănăstirii a avut mai multe hramuri. În Şematismul Mitropoliei blăjene pe anul 1906 scrie: „Pe teritoriul parohiei Fizeş (acum Stupini)” se află mănăstirea Strâmbei cu biserică de lemn care are hramul Sfântul Gheorghe. De remarcat că în partea de jos dreapta a iconostasului, acolo unde de obicei se aşează icoana hramului se află icoana Sf. Mare Mucenic Gheorghe purtătorul de biruinţă, icoana realizată în 1785.
Cel mai important hram al mănăstirii este cel din 15 august, ziua „Adormirii Maicii Domnului” mănăstirea fiind mai nou cunoscută după numele acestui hram. Este hramul impozantei biserici de zid construită între anii 2010-2022.

## Imagini din exterior

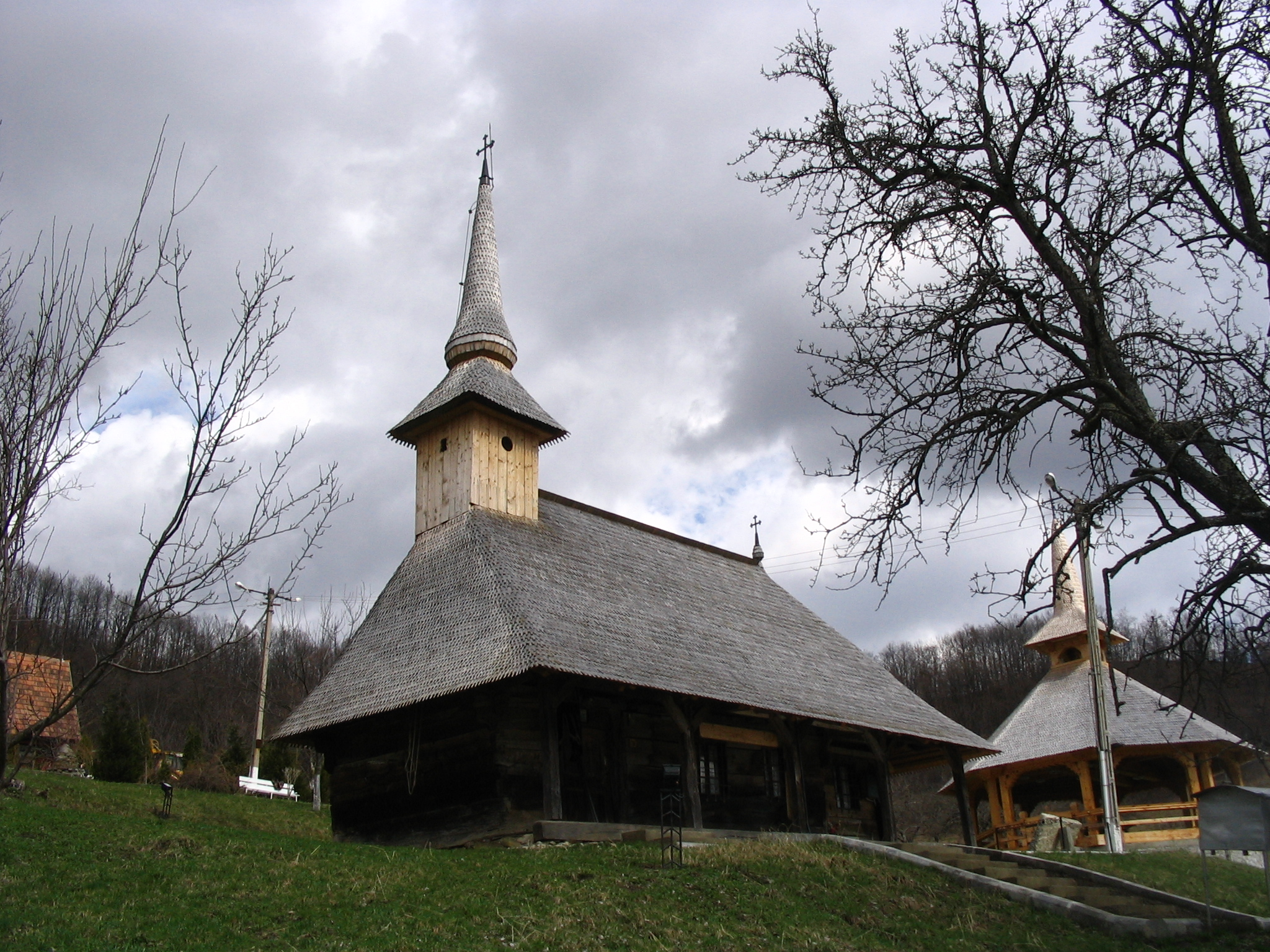
Biserica de lemn a Mănăstirii Strâmba
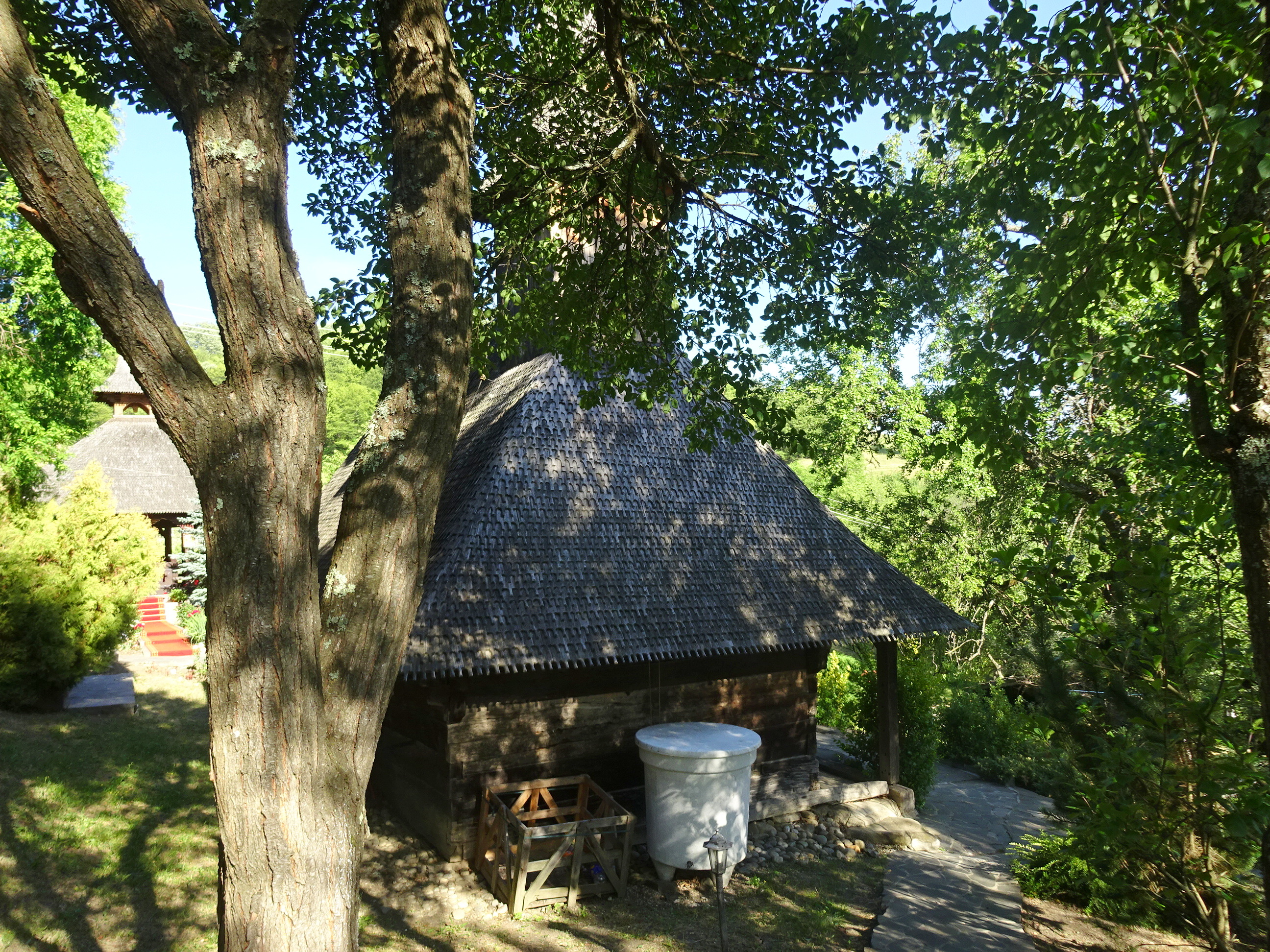
Biserica (vest)
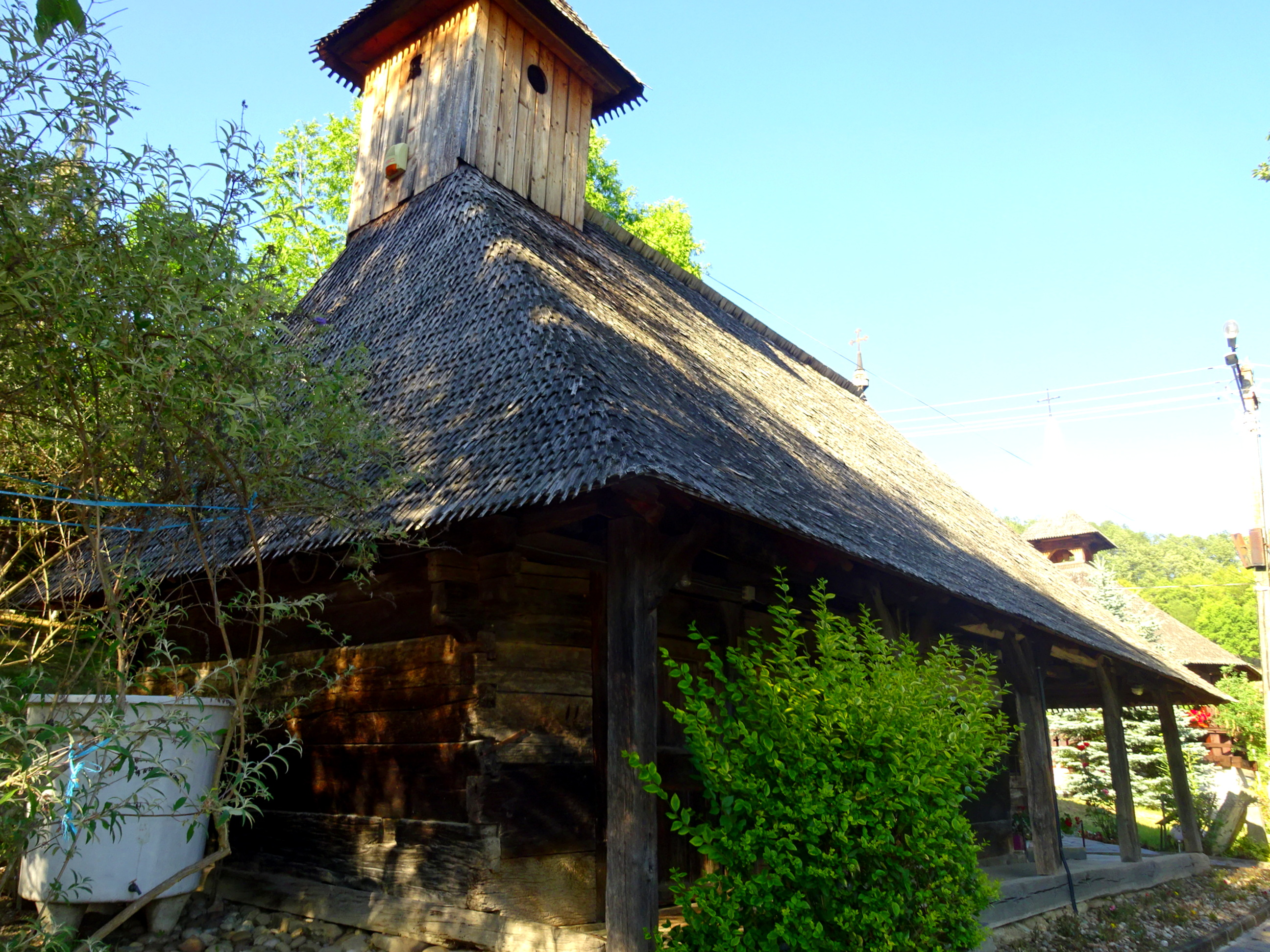
Butea bisericii (sud-vest)
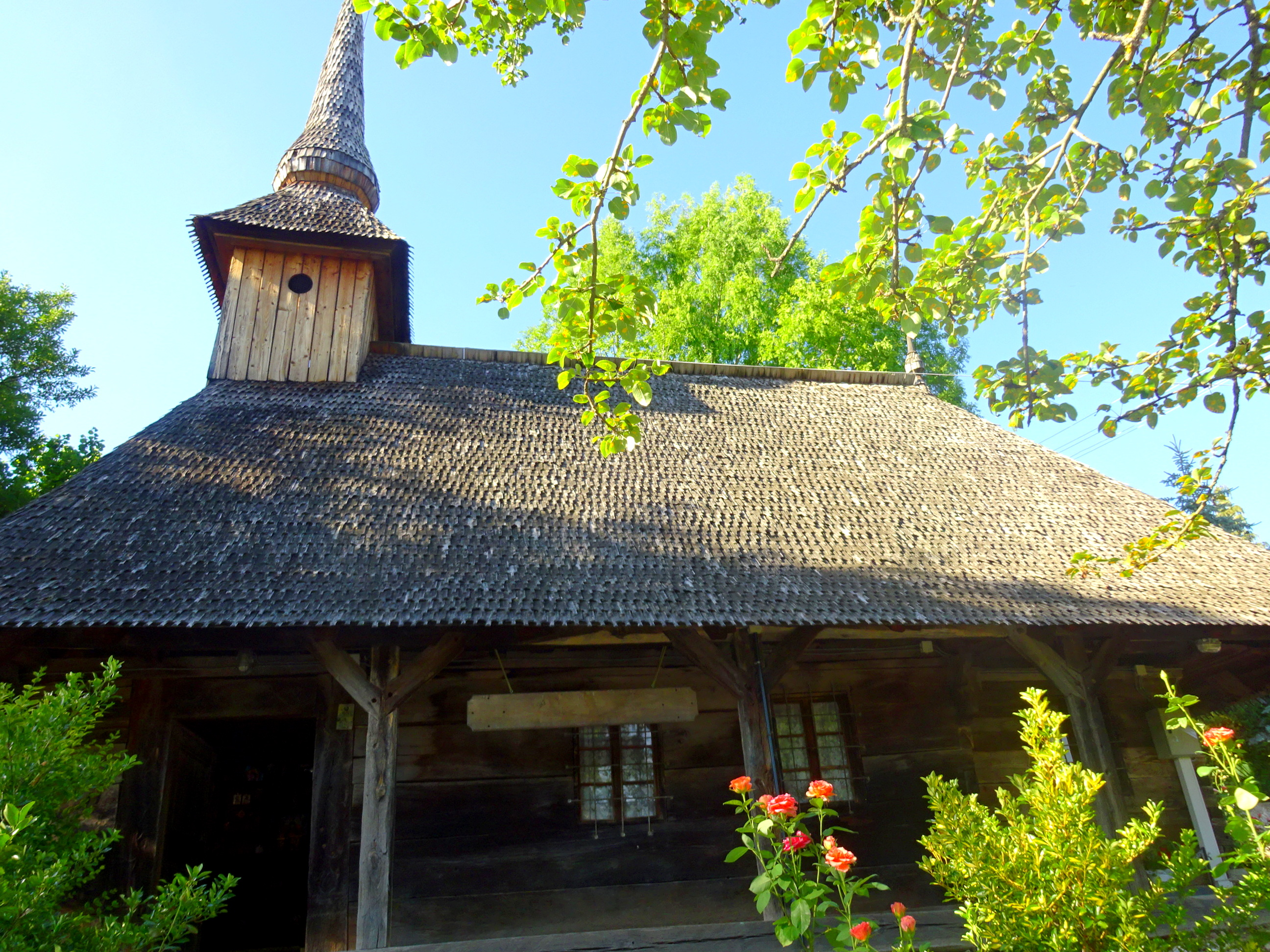
Biserica (sud)
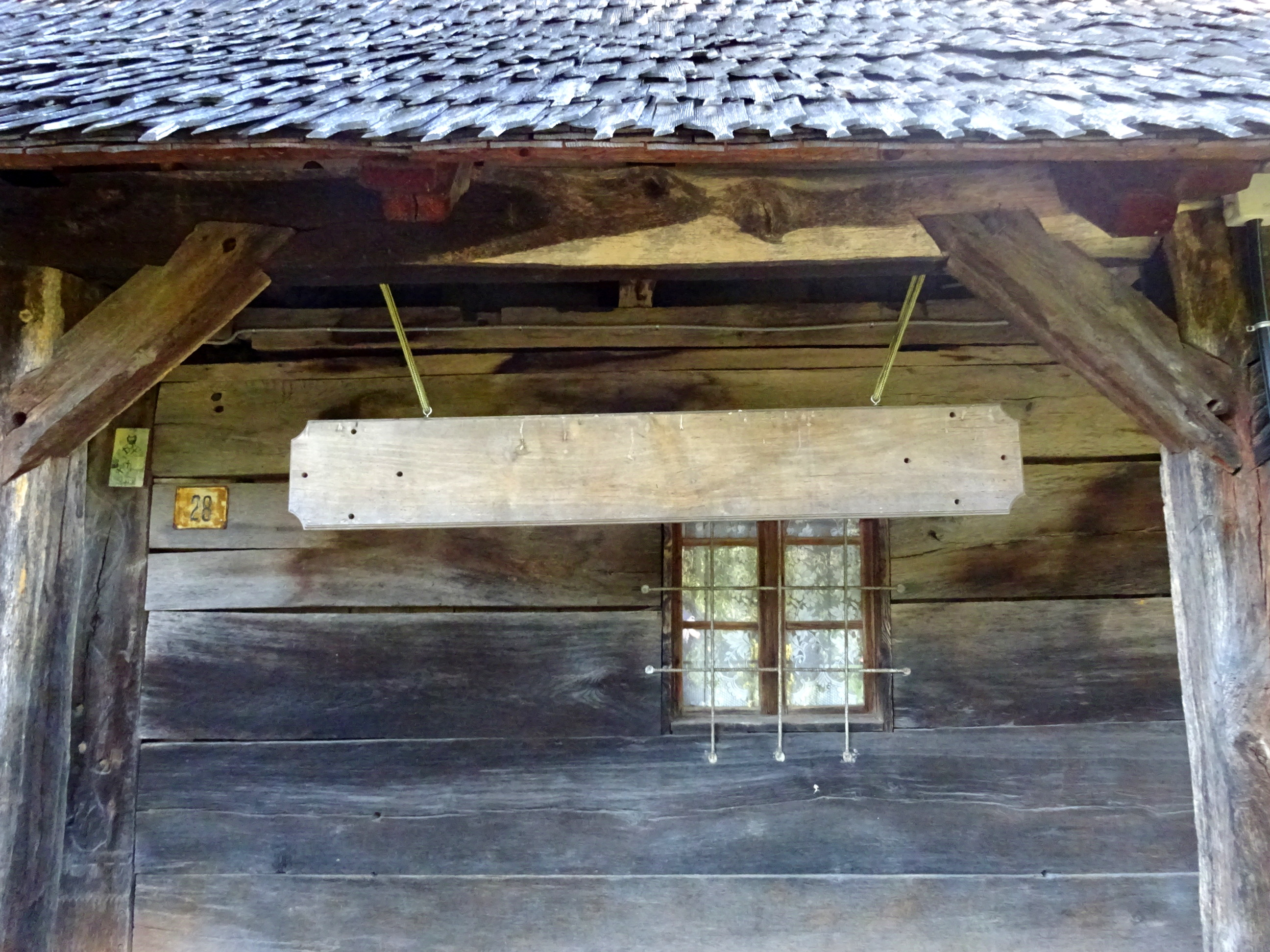
Toaca
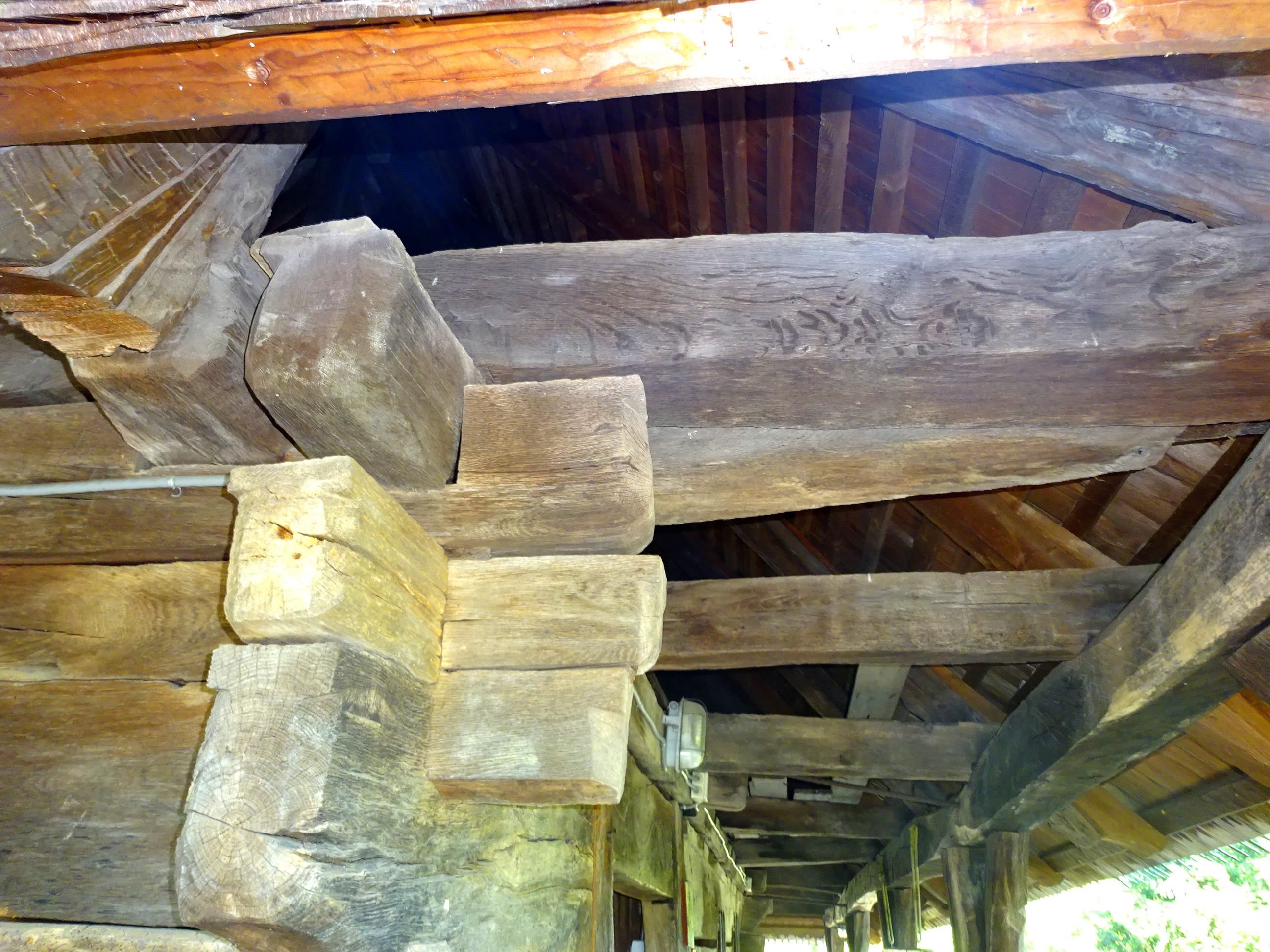
Console
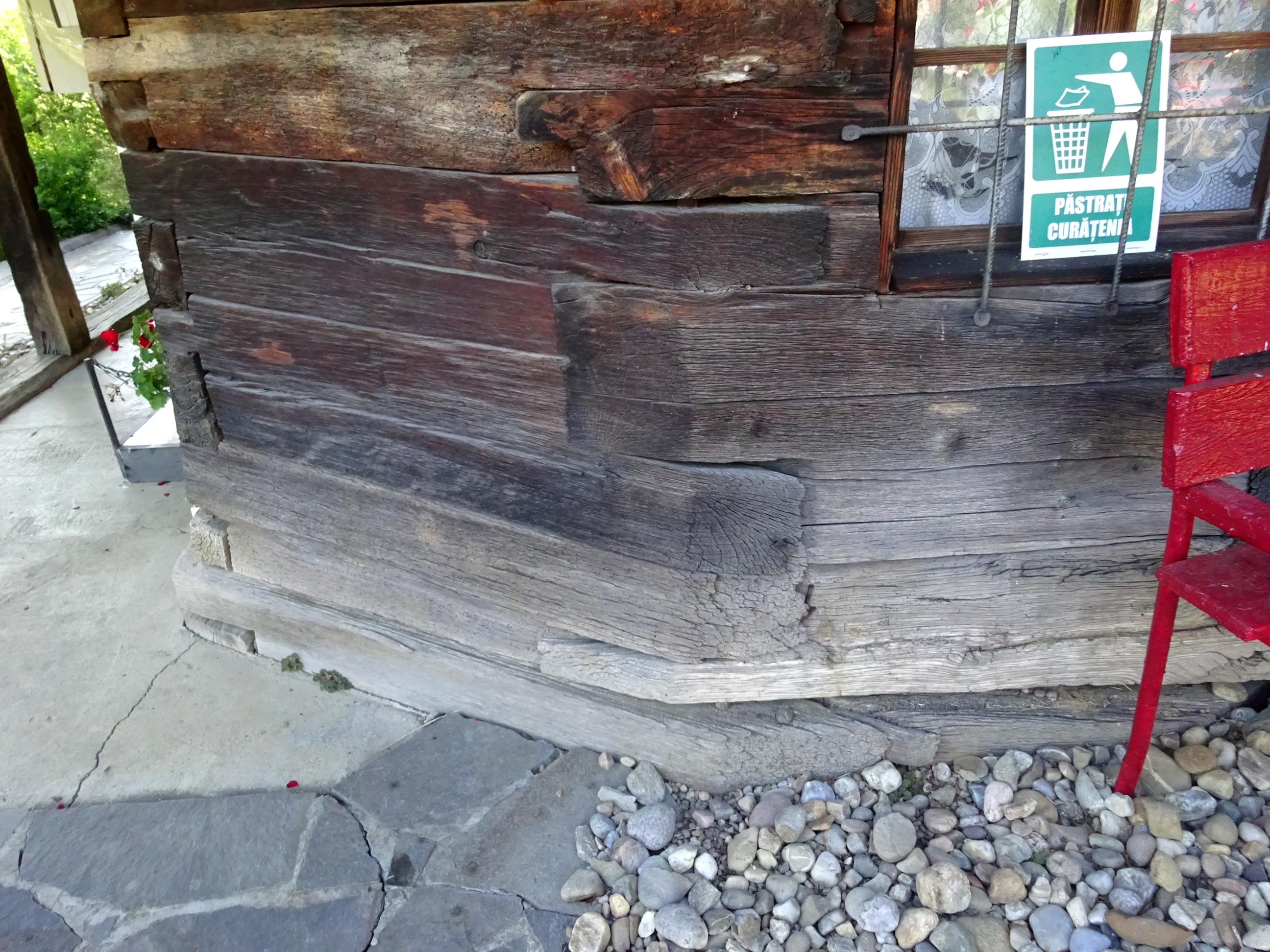
Absida altarului
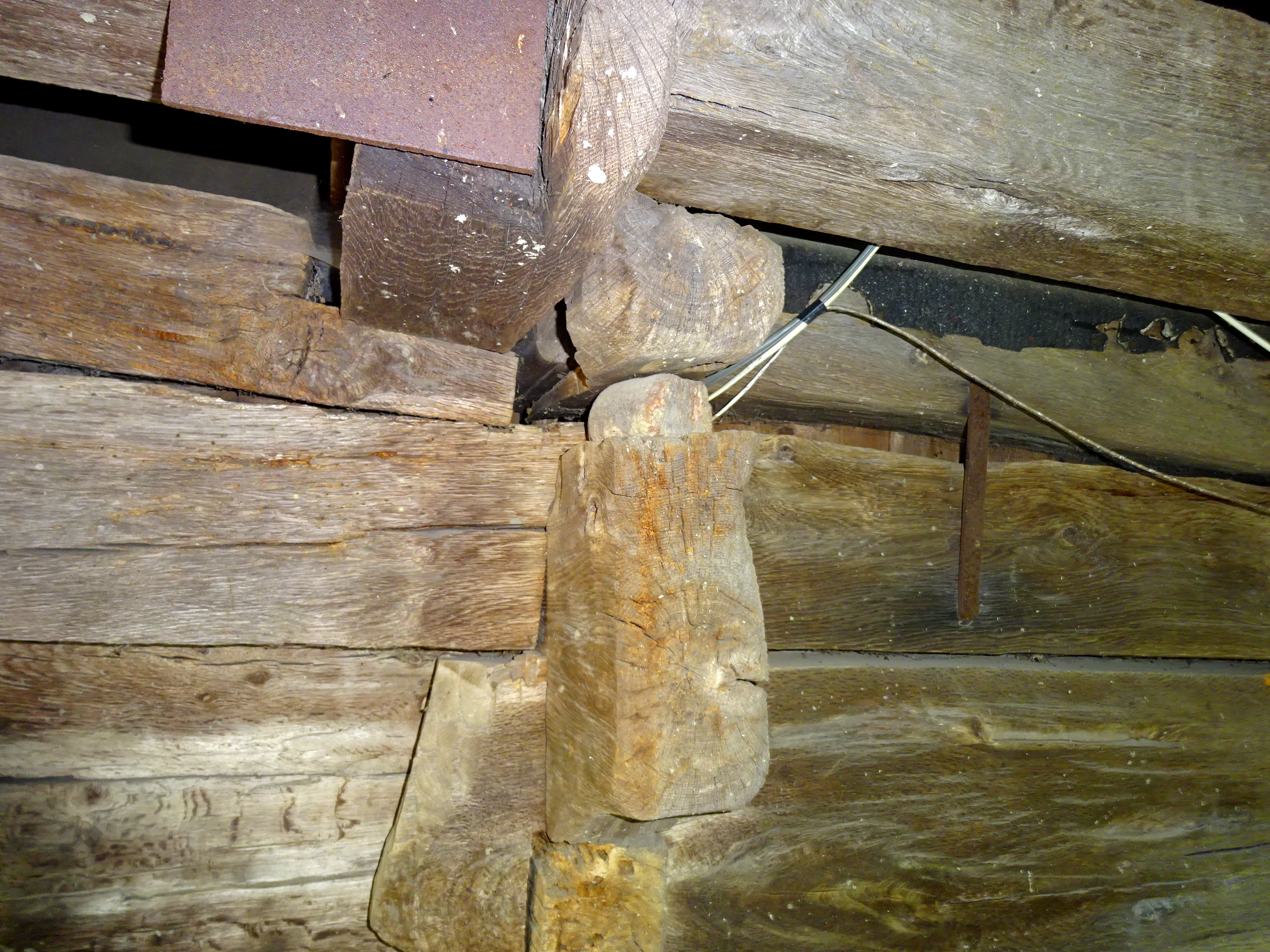
Îmbinări
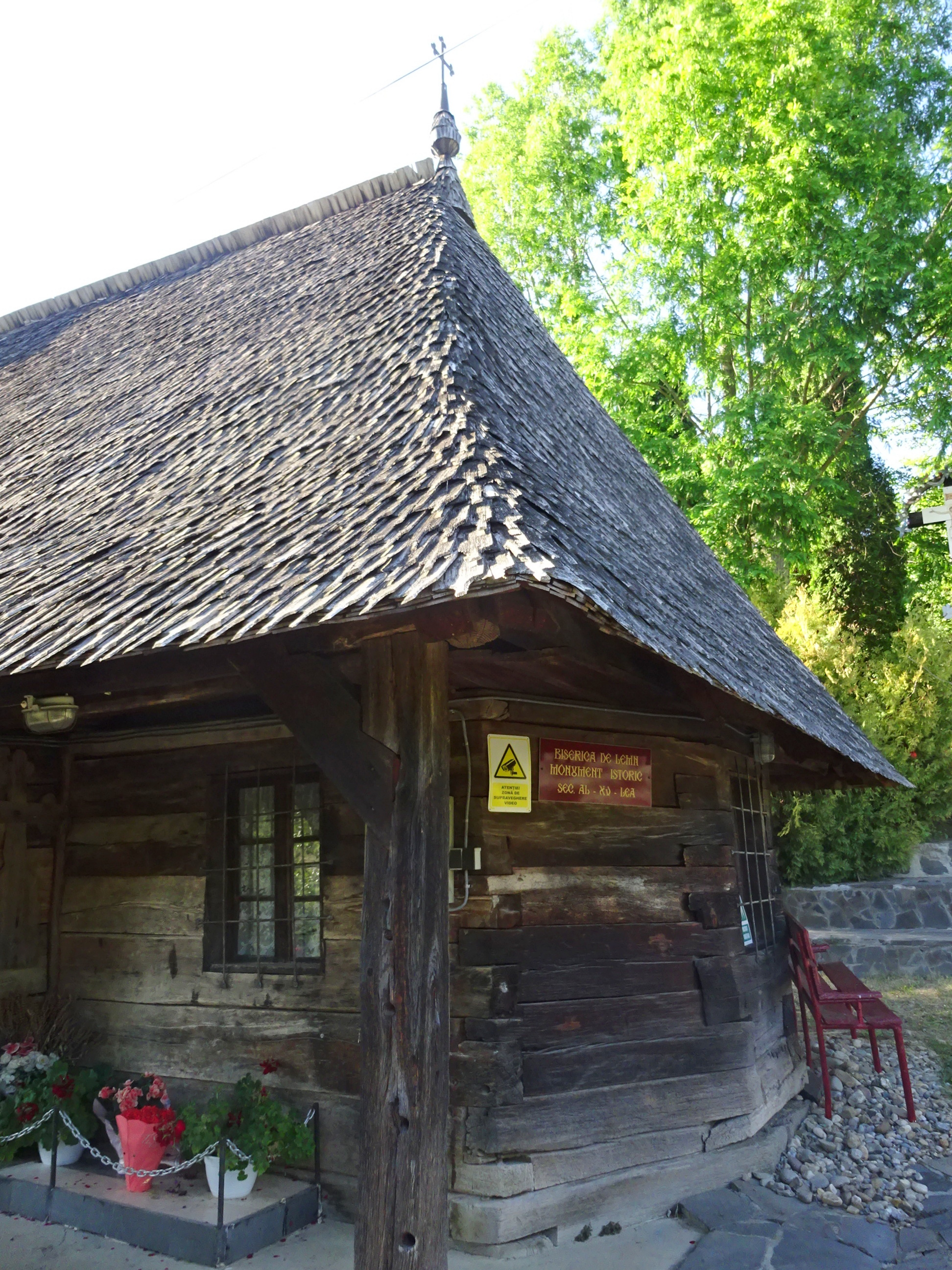
Decroșul absidei altarului
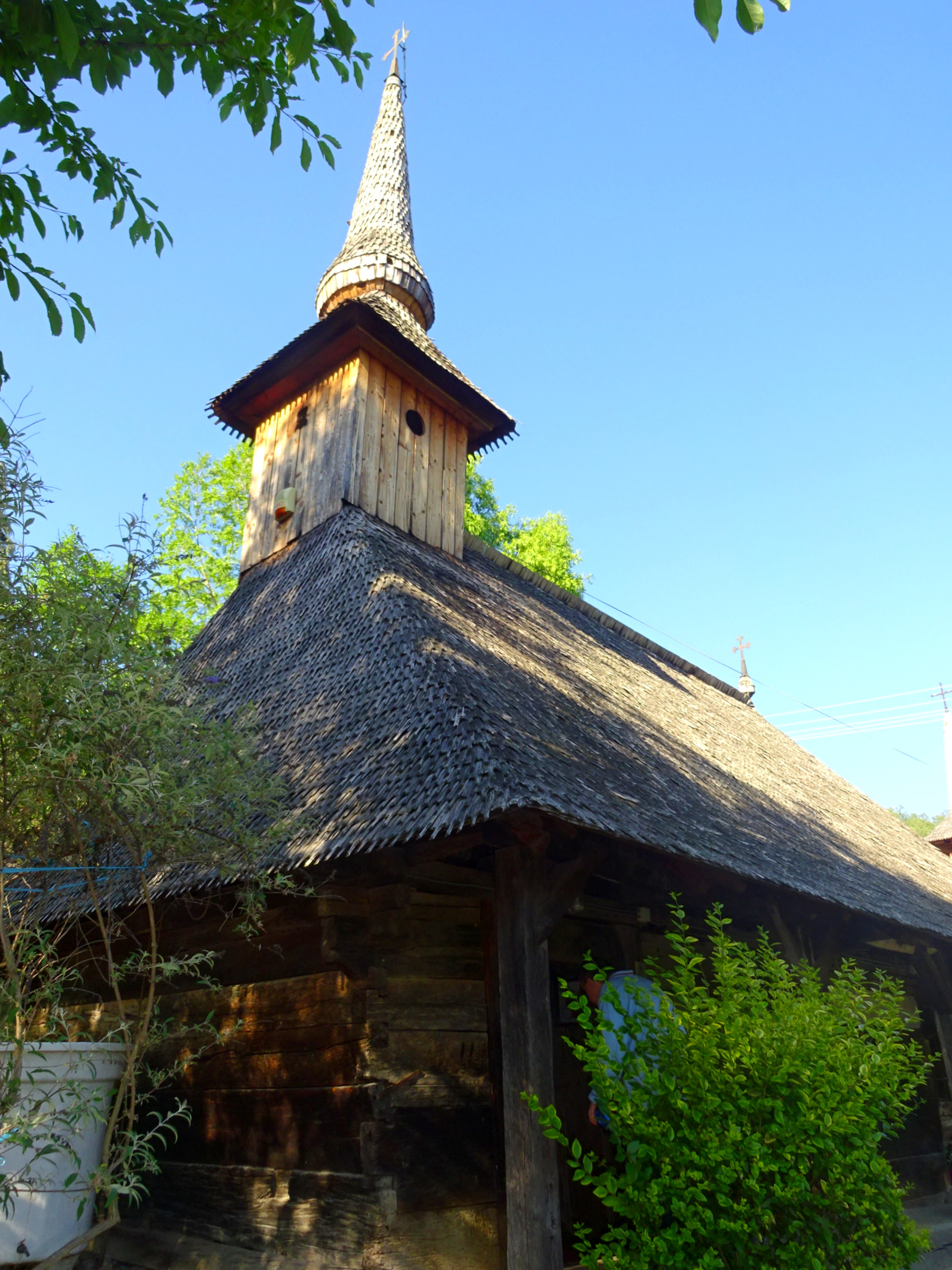
Biserica (sud-vest)
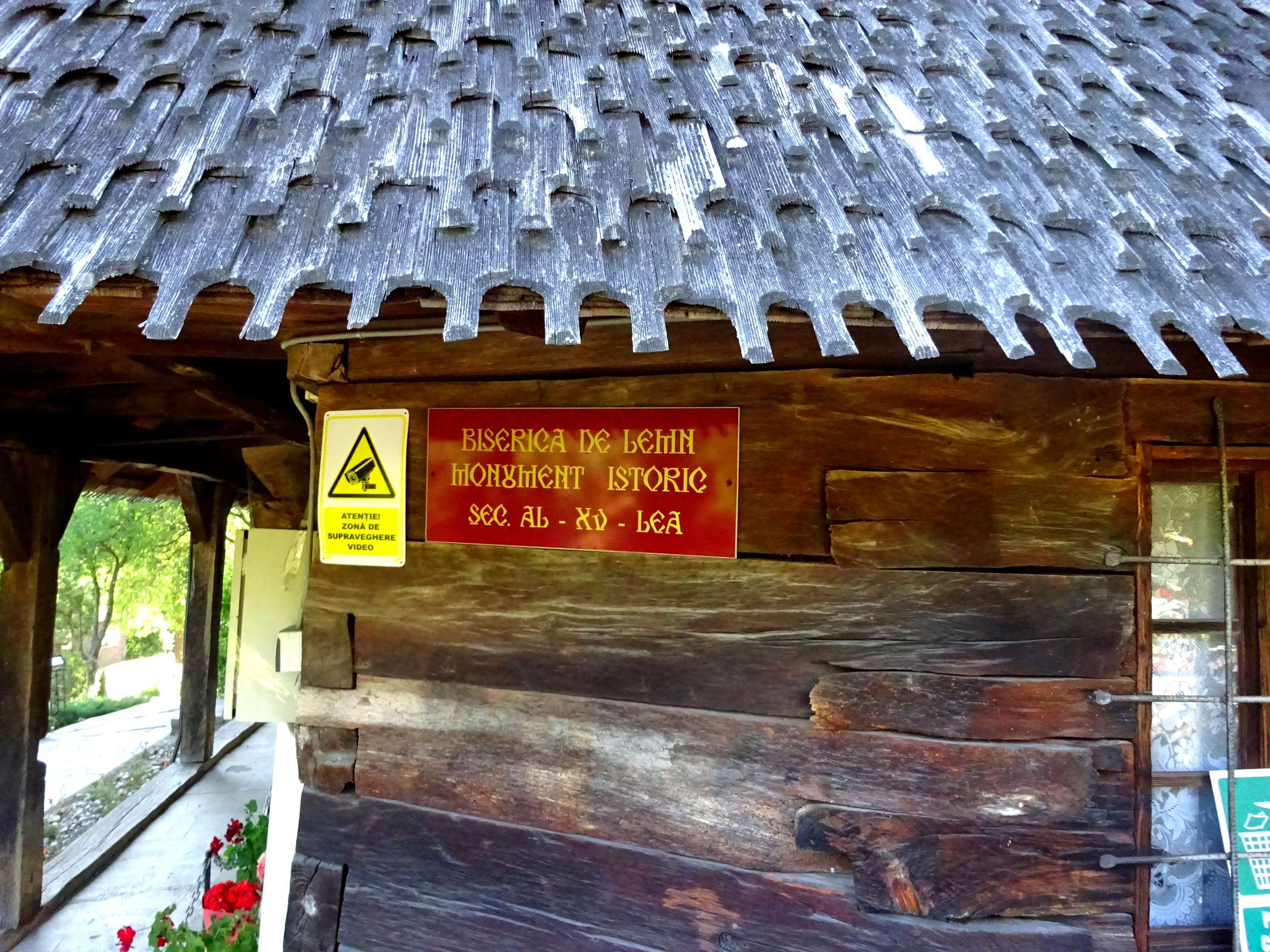
Tablă de monument
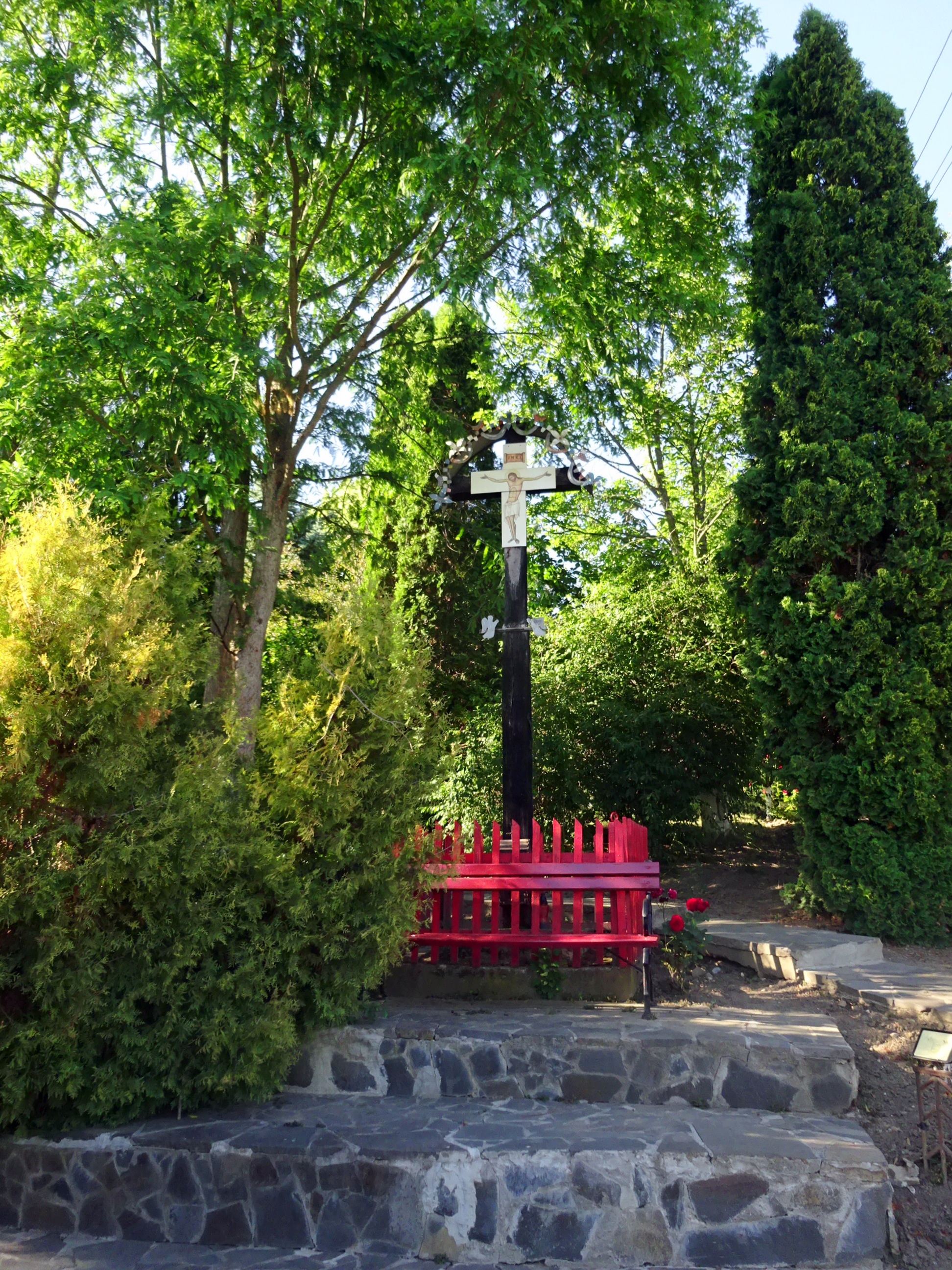
Troița
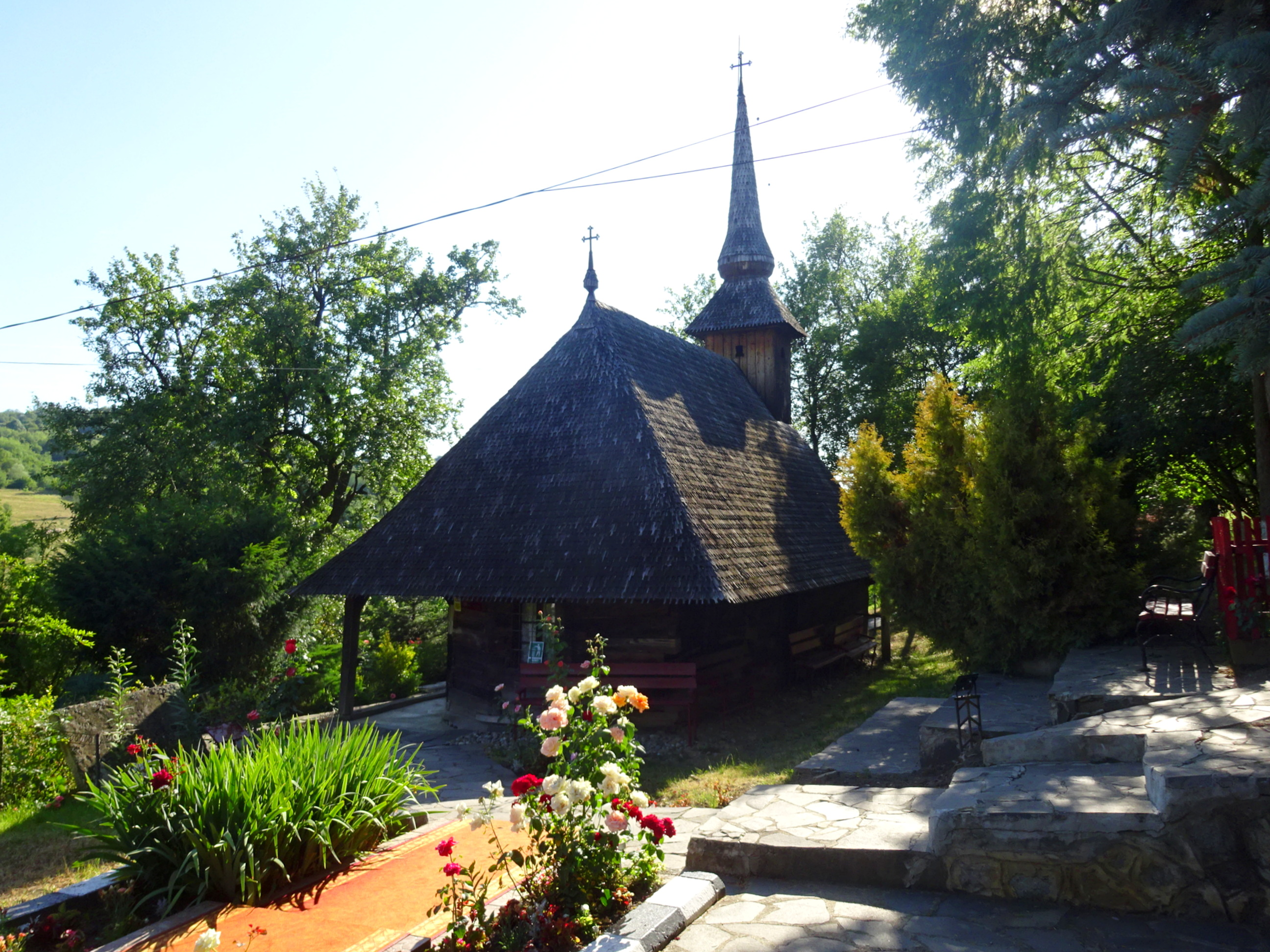
Biserica (nord-est)
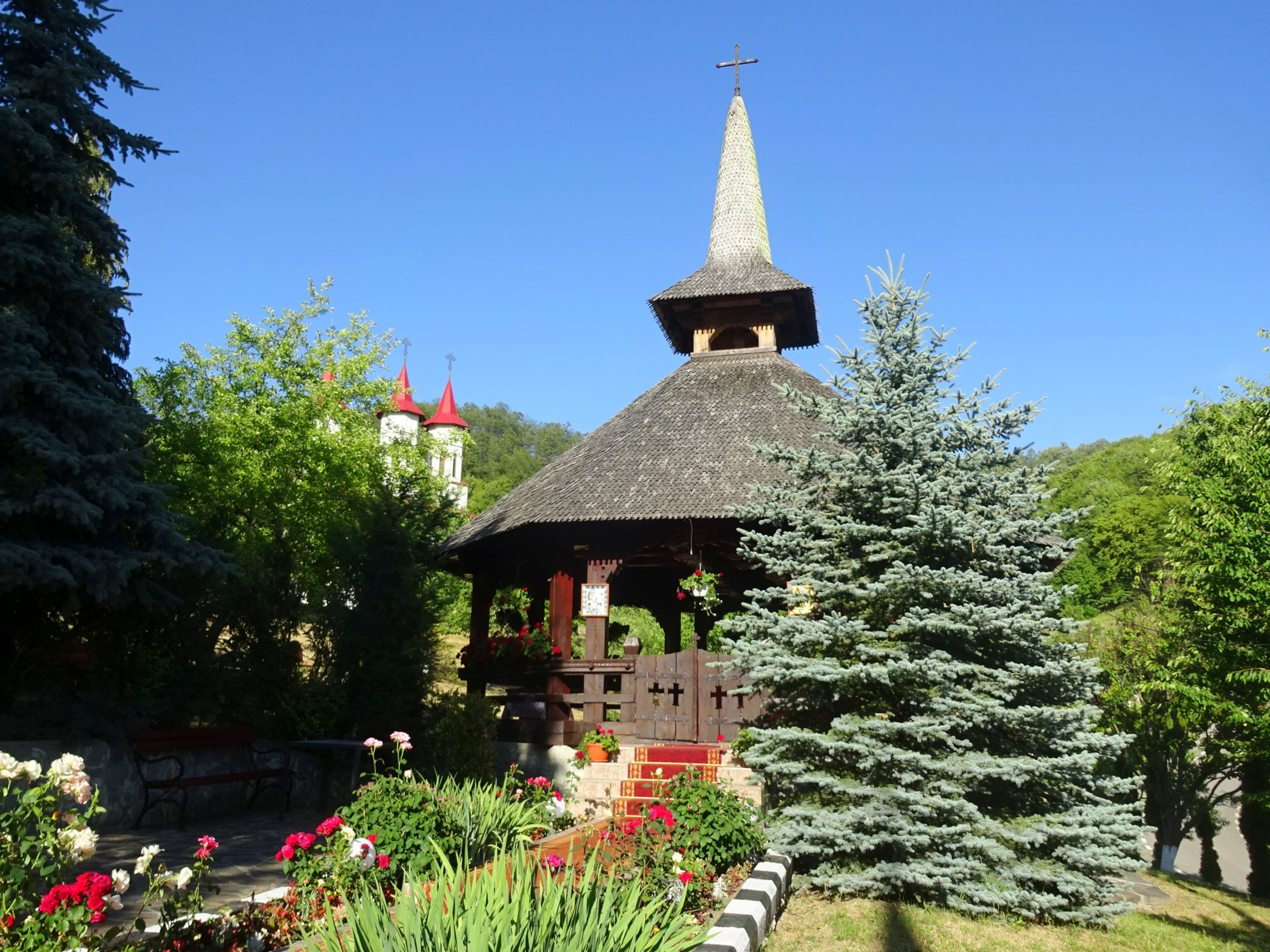
Altarul de vară

## Imagini din interior

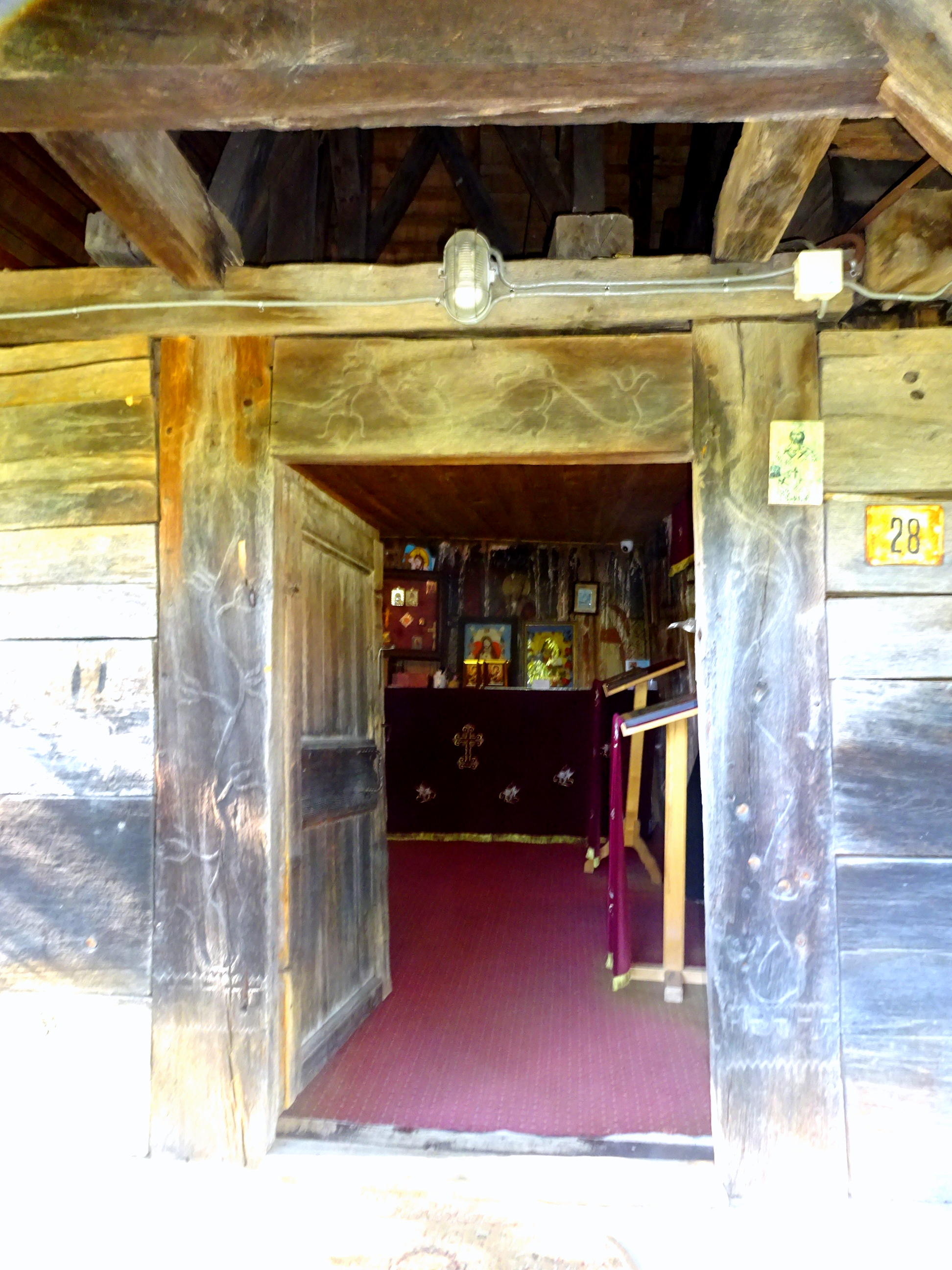
Portalul intrării
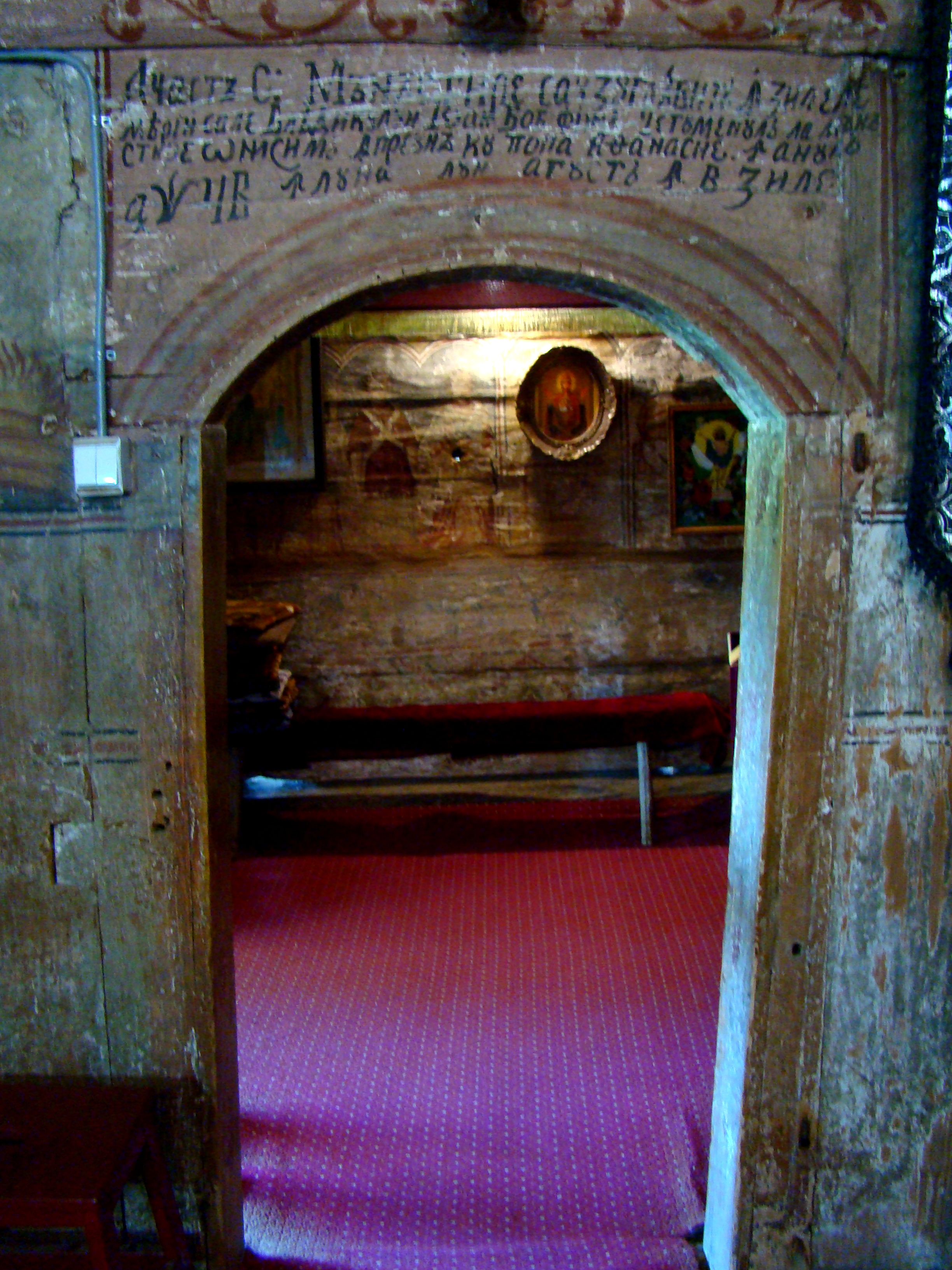
Portalul interior
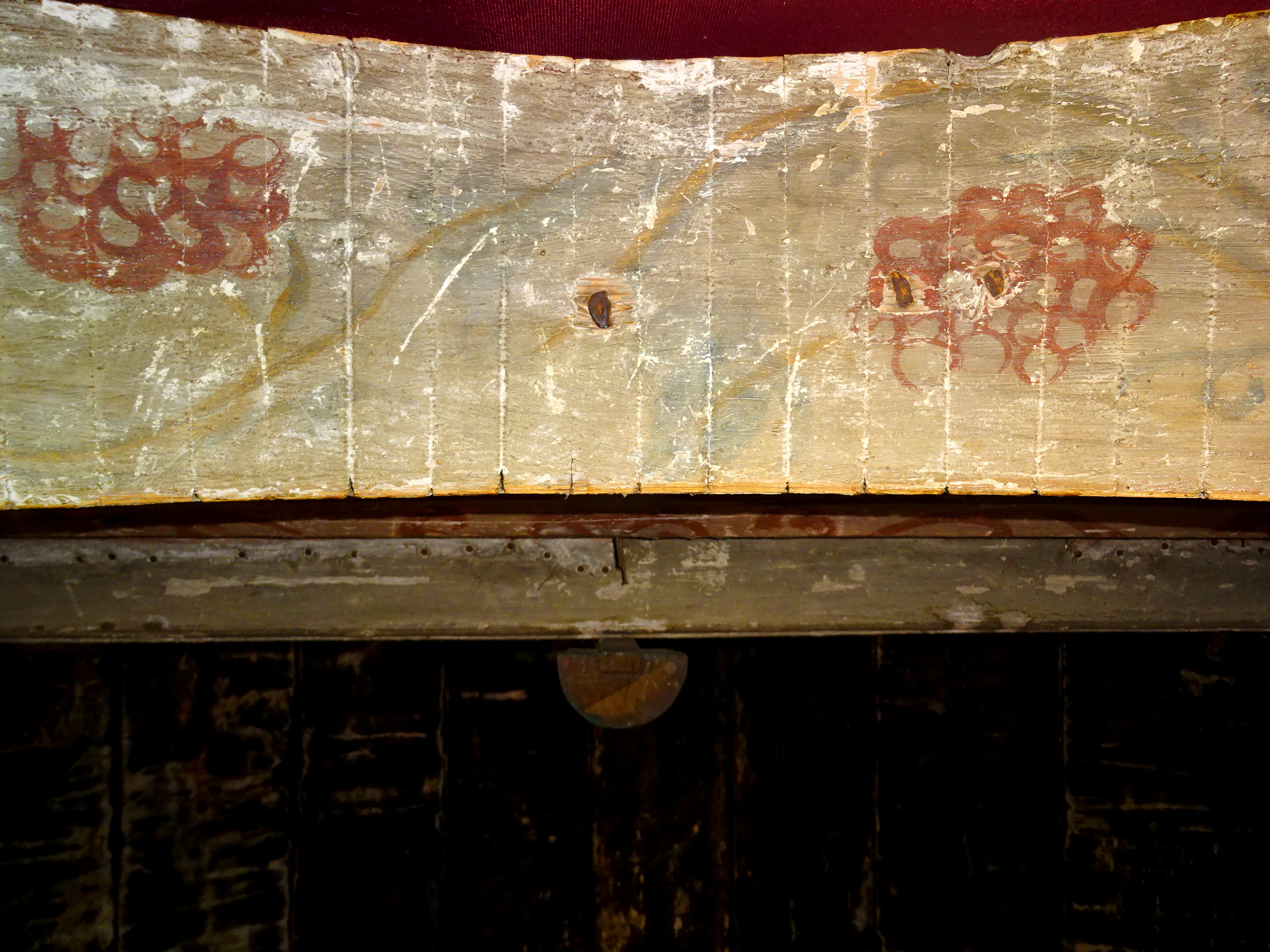
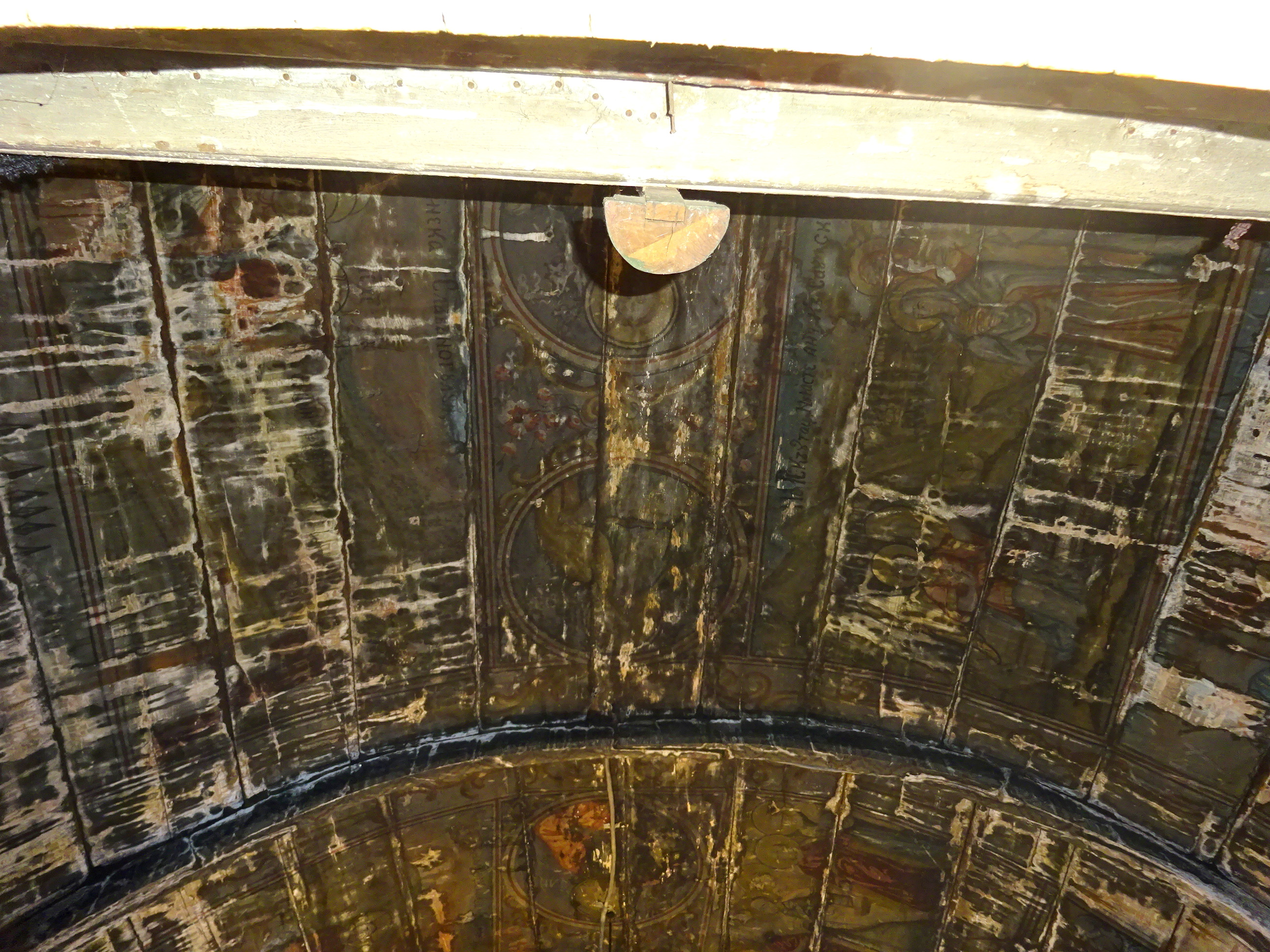
Arc dublou
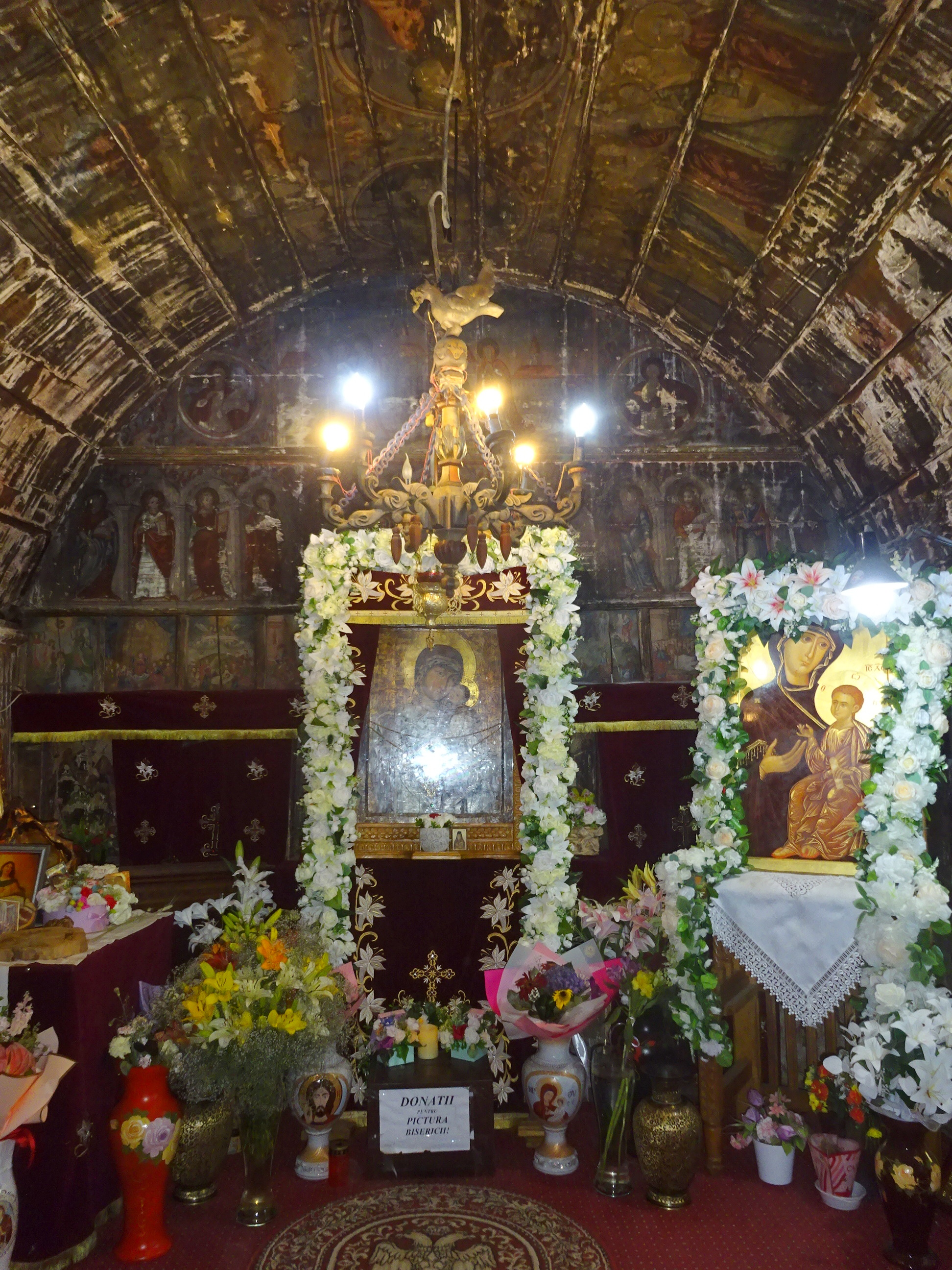
Nava spre iconostas
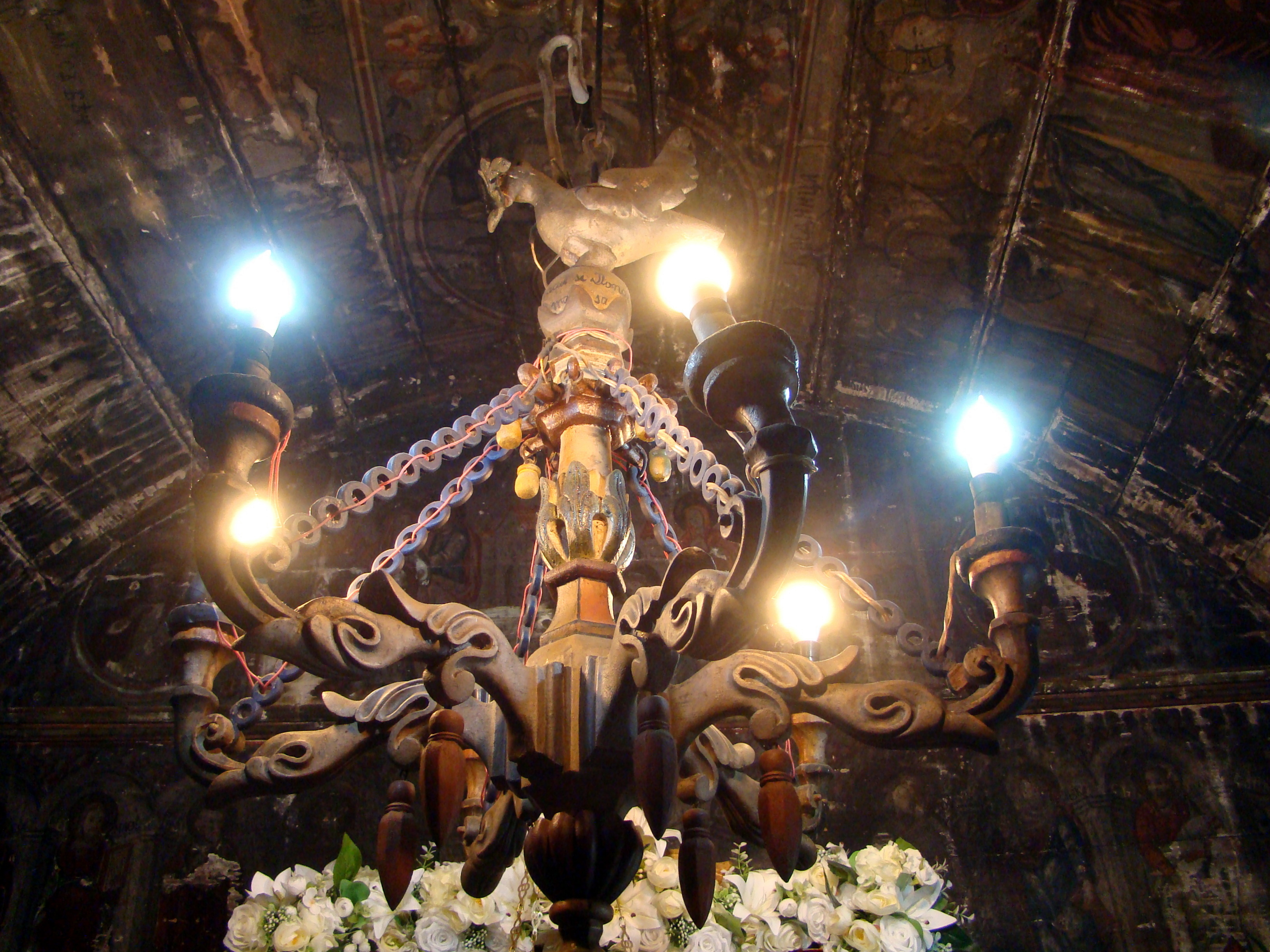
Candelabrul vechi de lemn cu pasărea sufletului
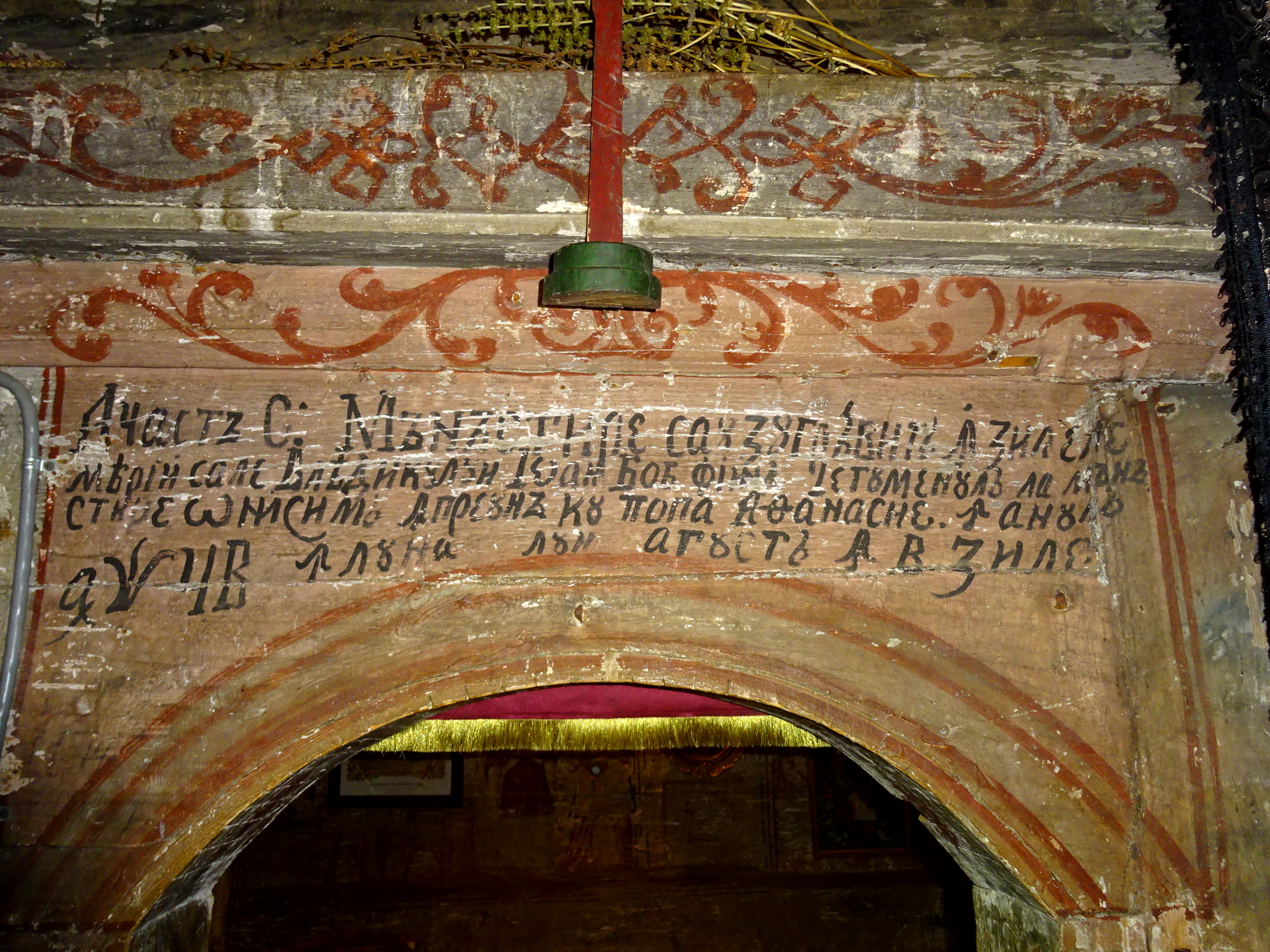
Inscripție în naos
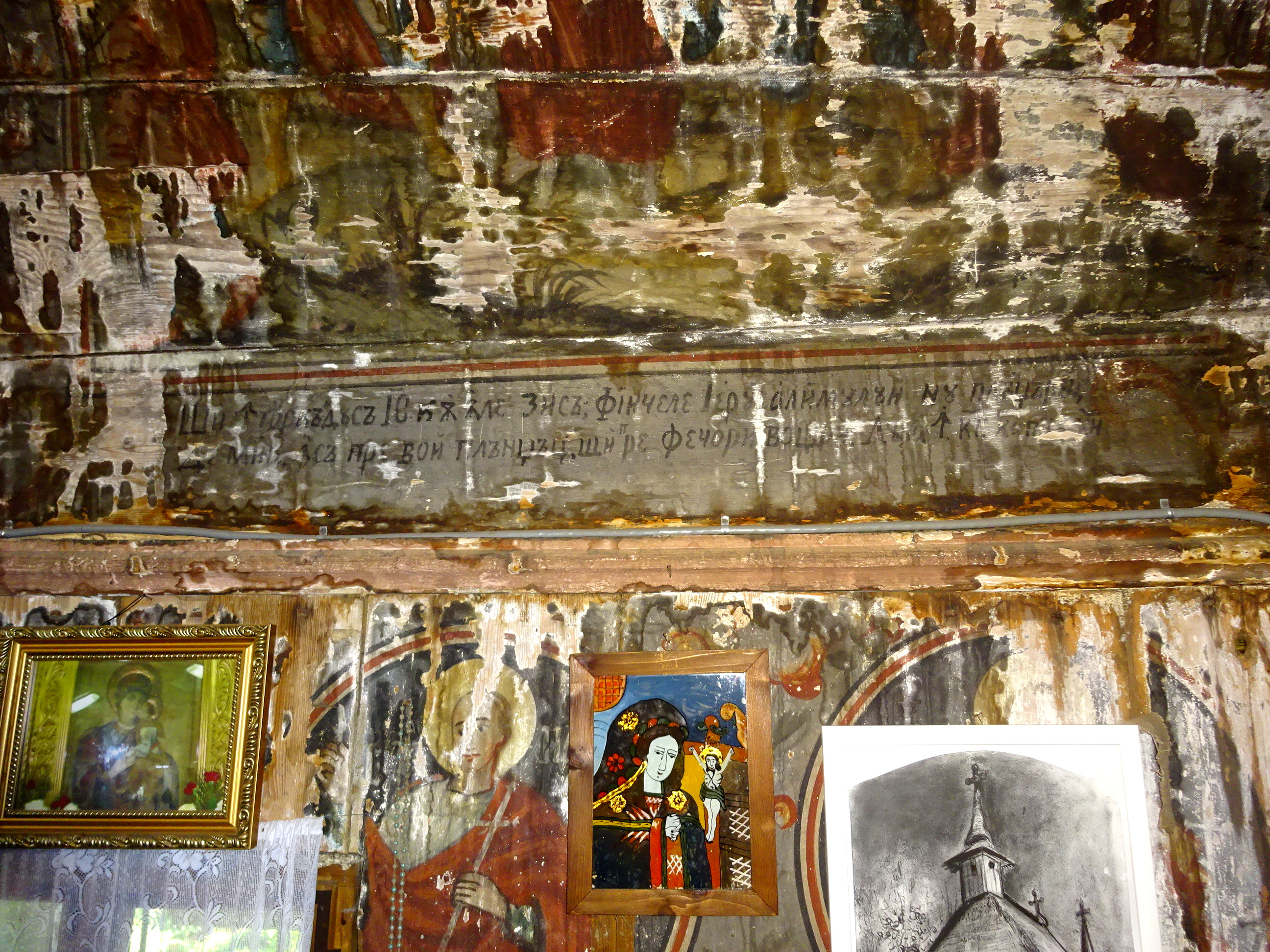
Inscripție în naos
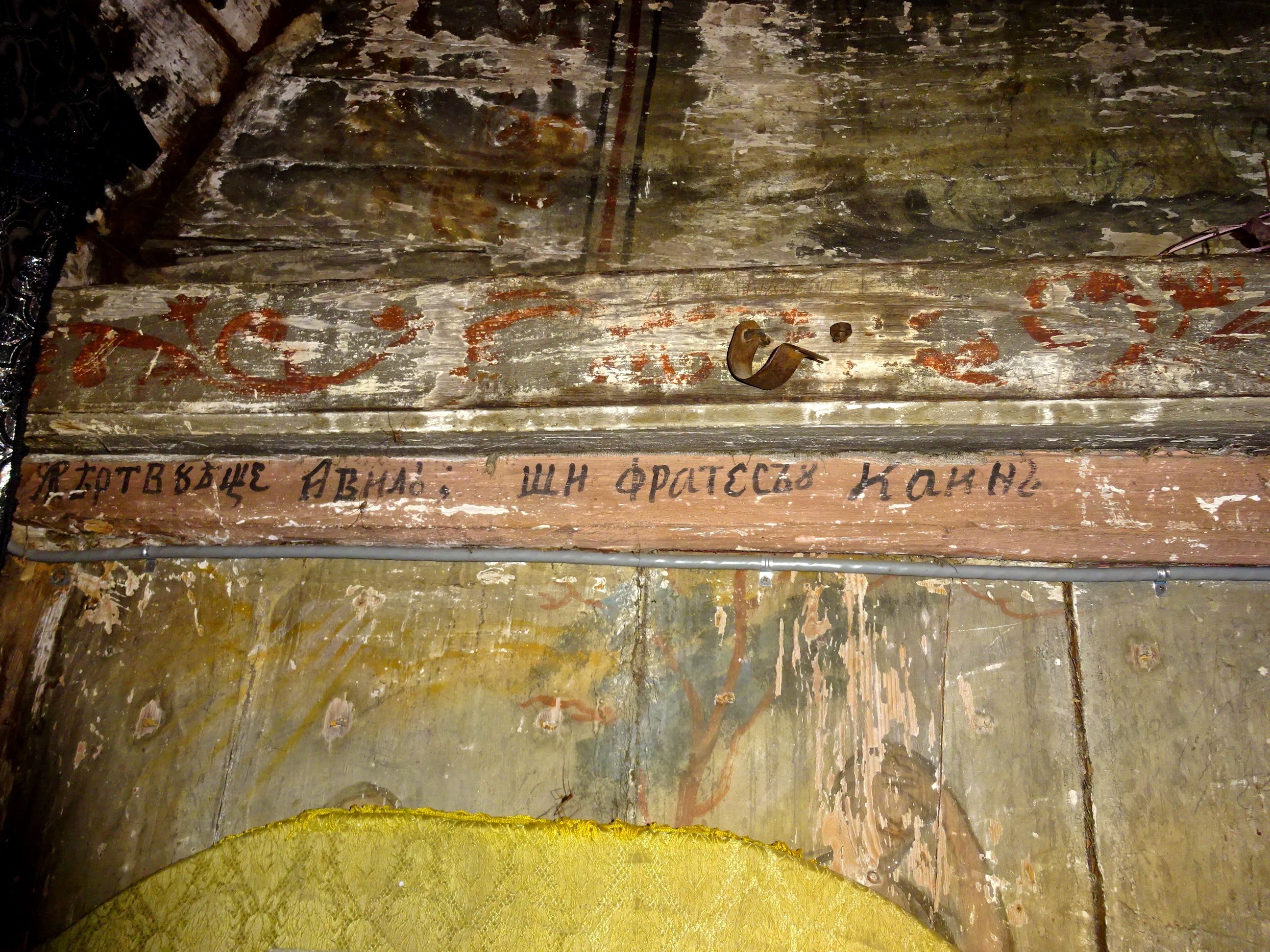
Inscripție în naos
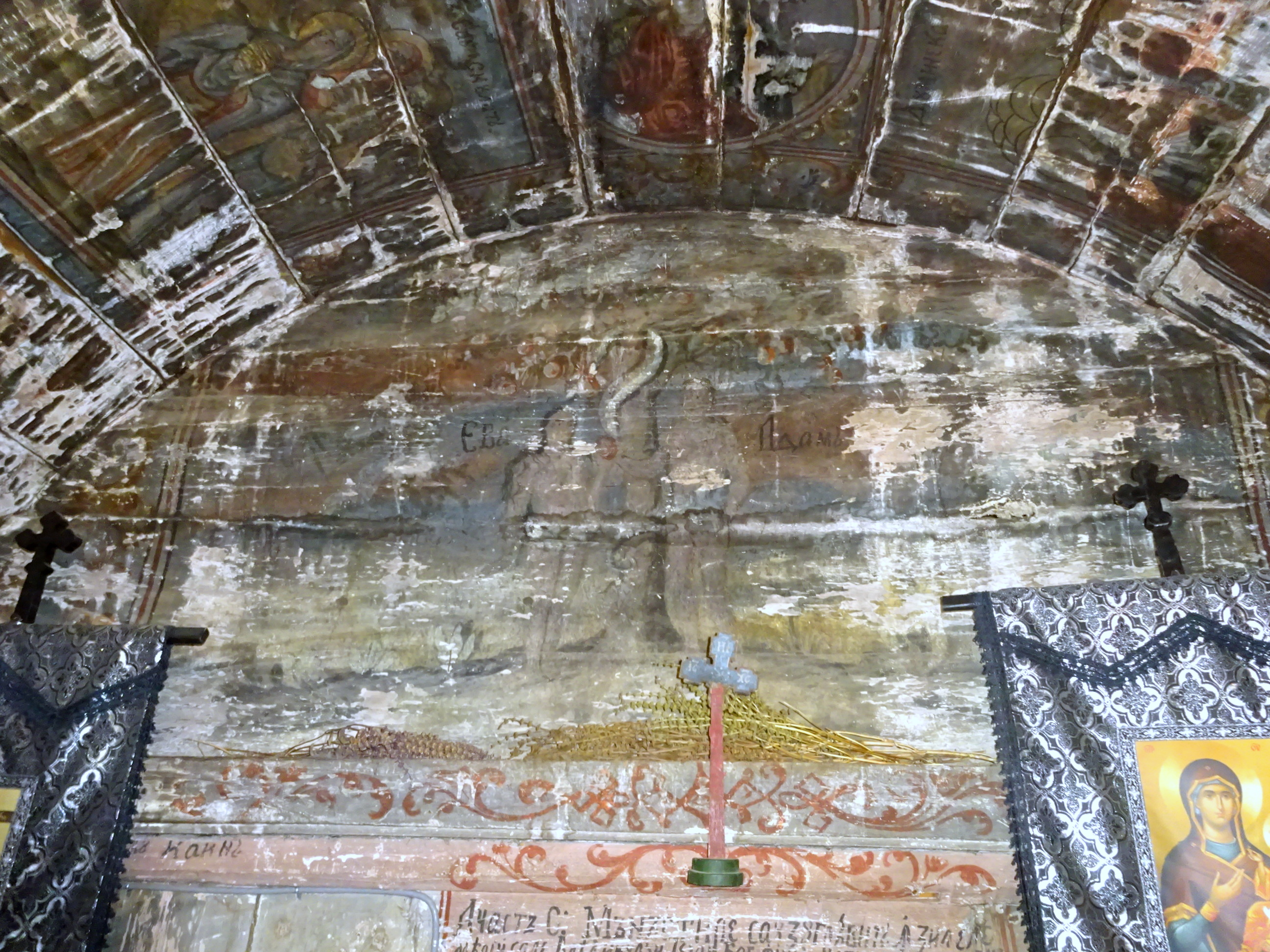
„Adam şi Eva”
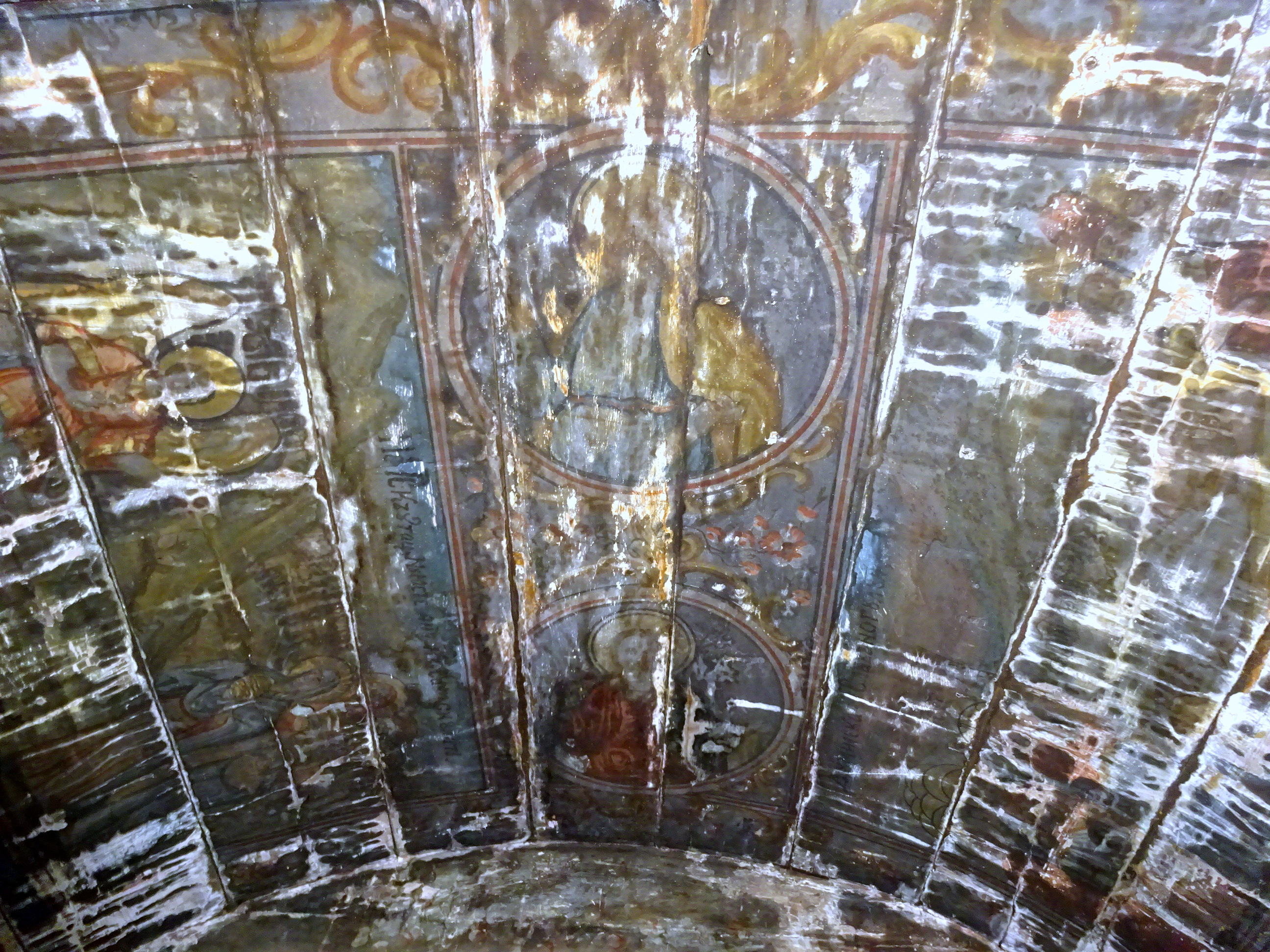
Pictura bolții
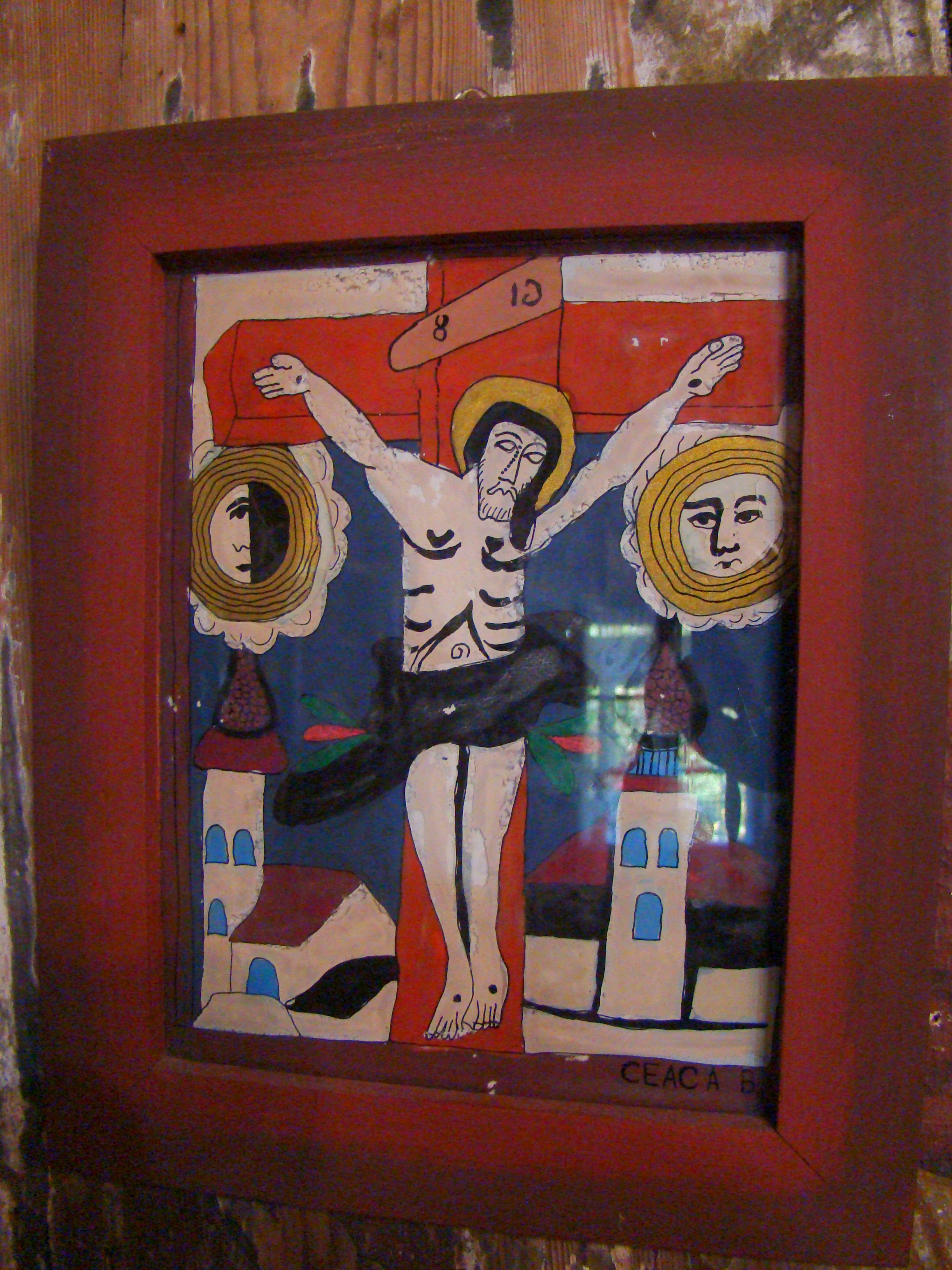
Icoană veche pe sticlă
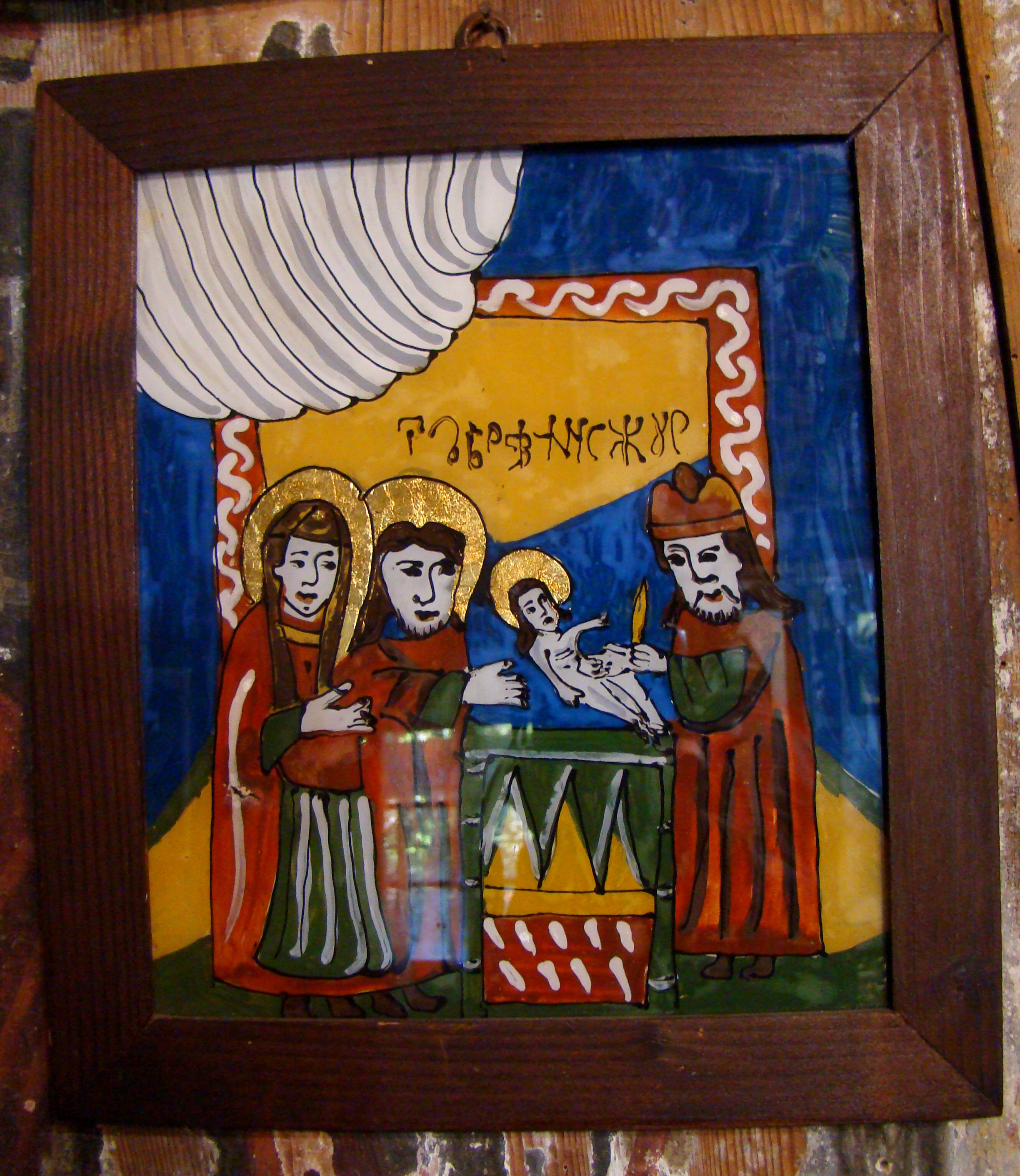
Icoană veche pe sticlă
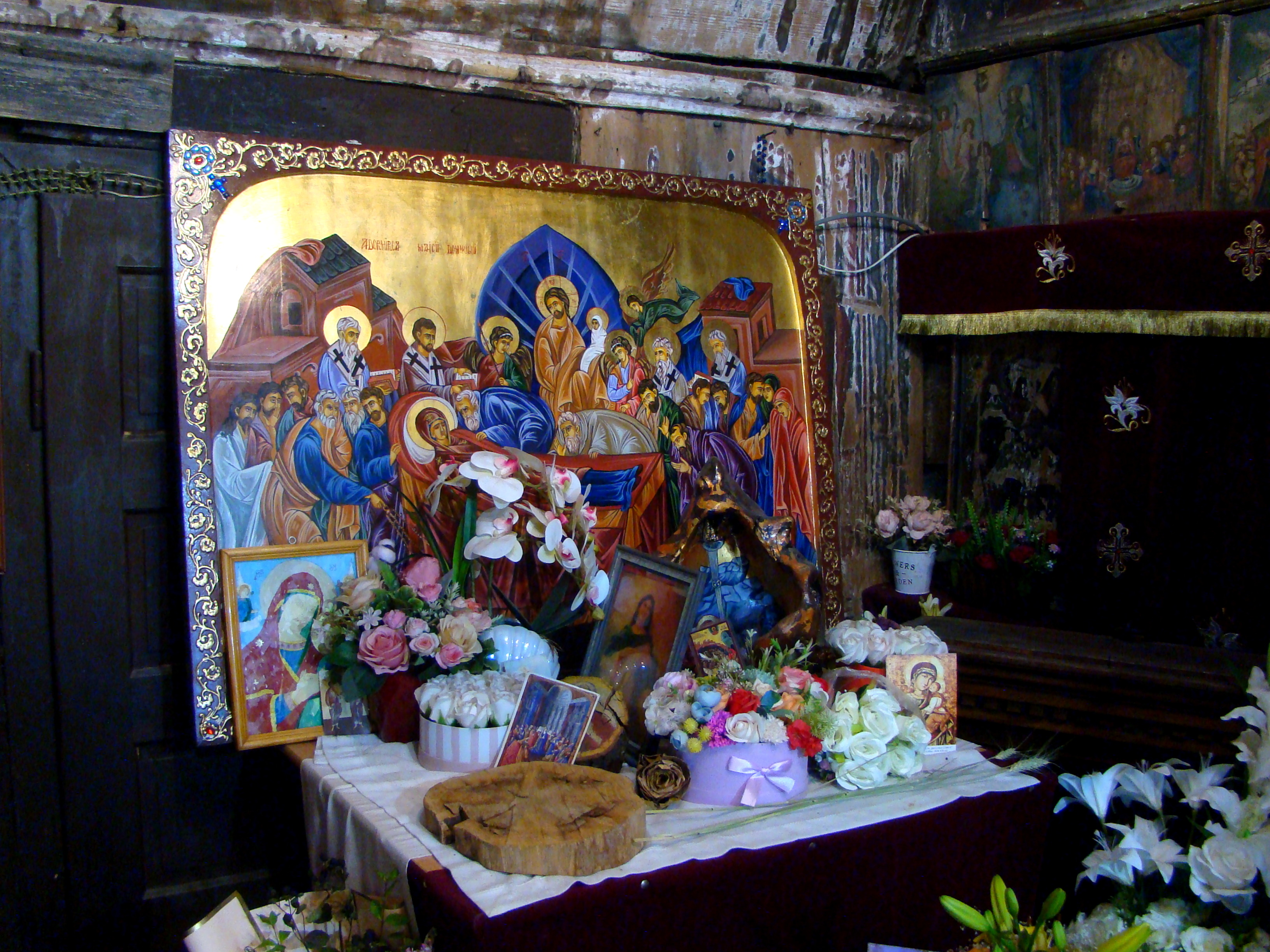
Adormirea Maicii Domnului
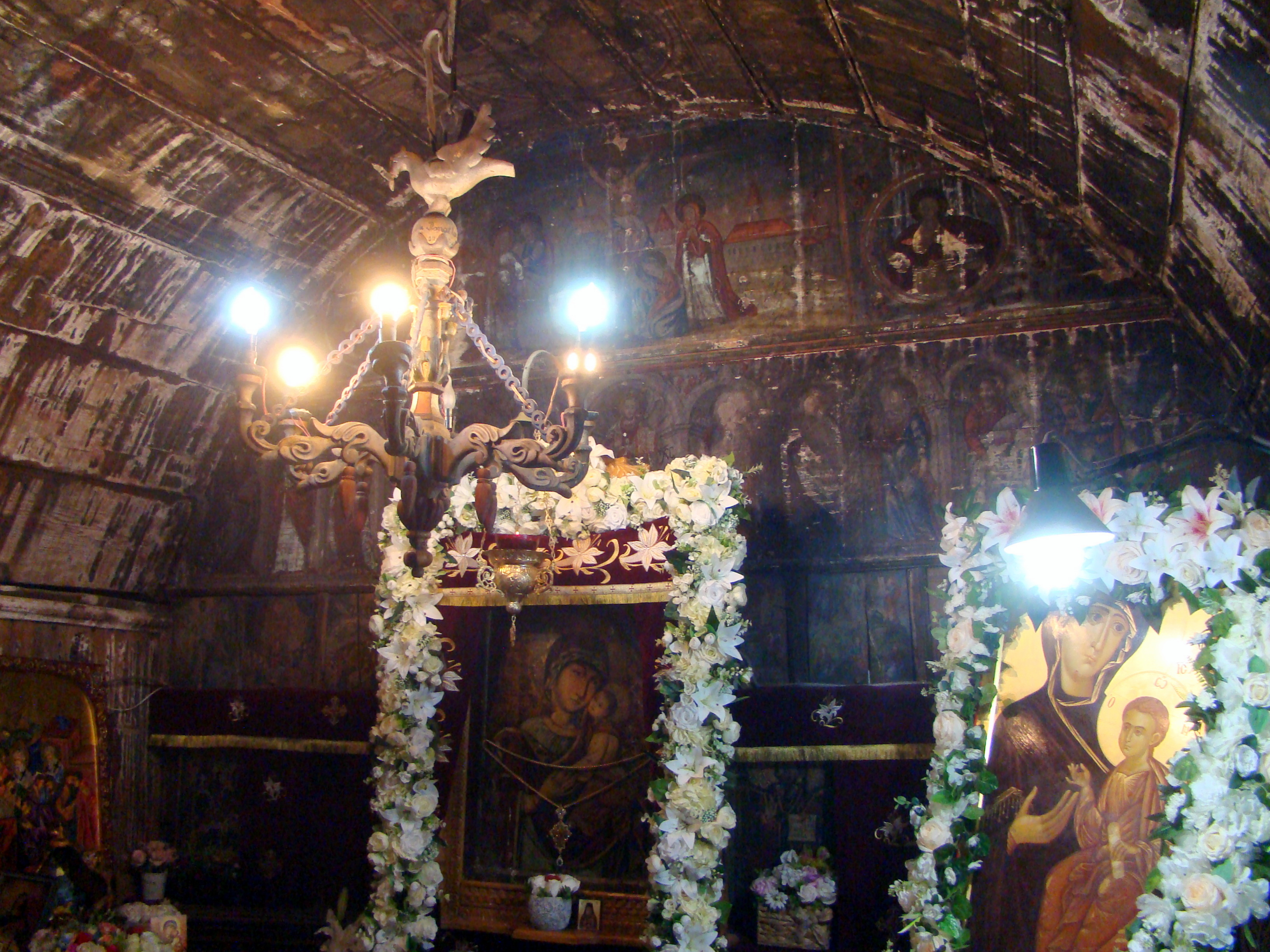
Iconostasul (vedere din lateral)
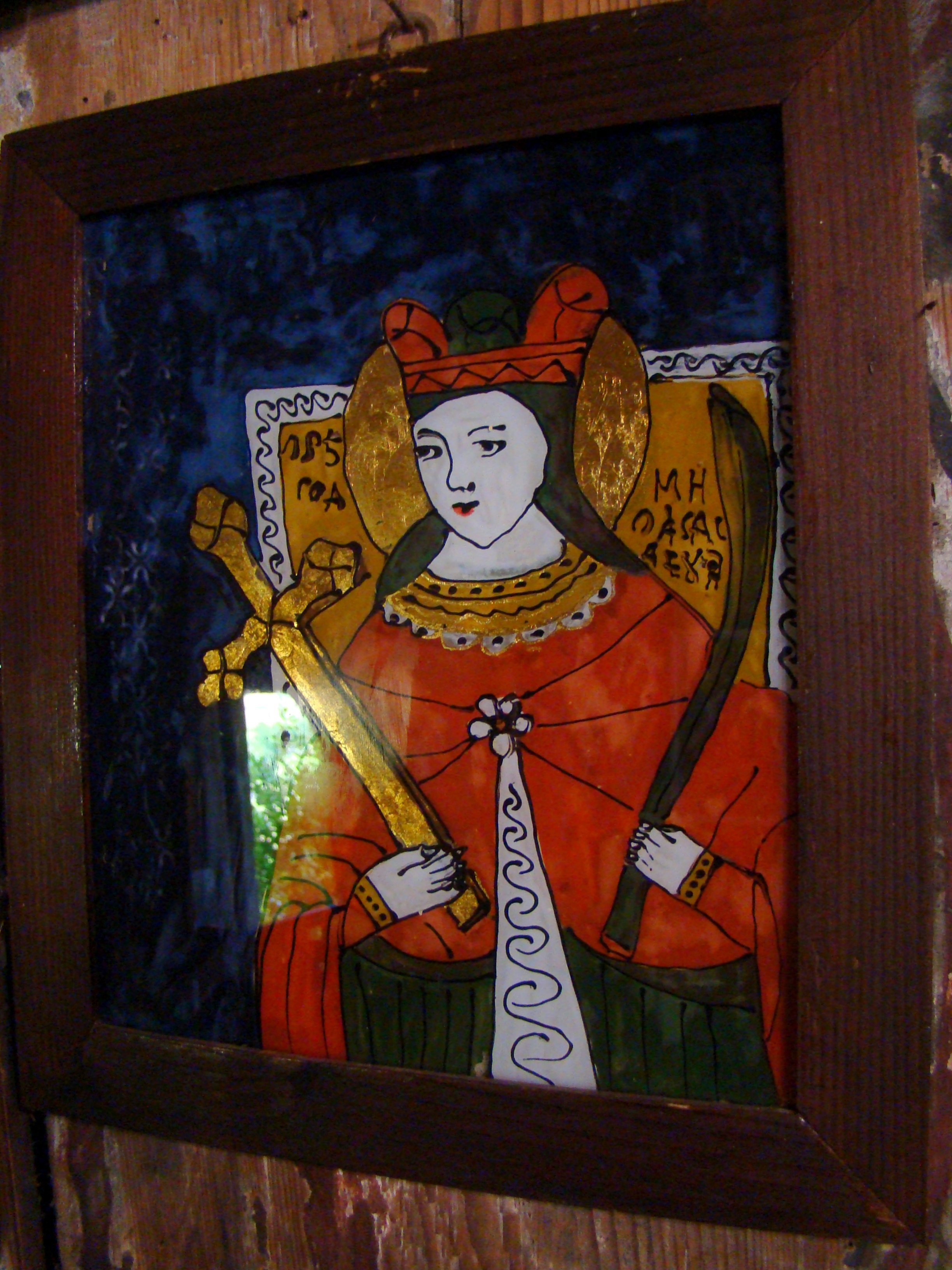
Cuvioasa Parascheva
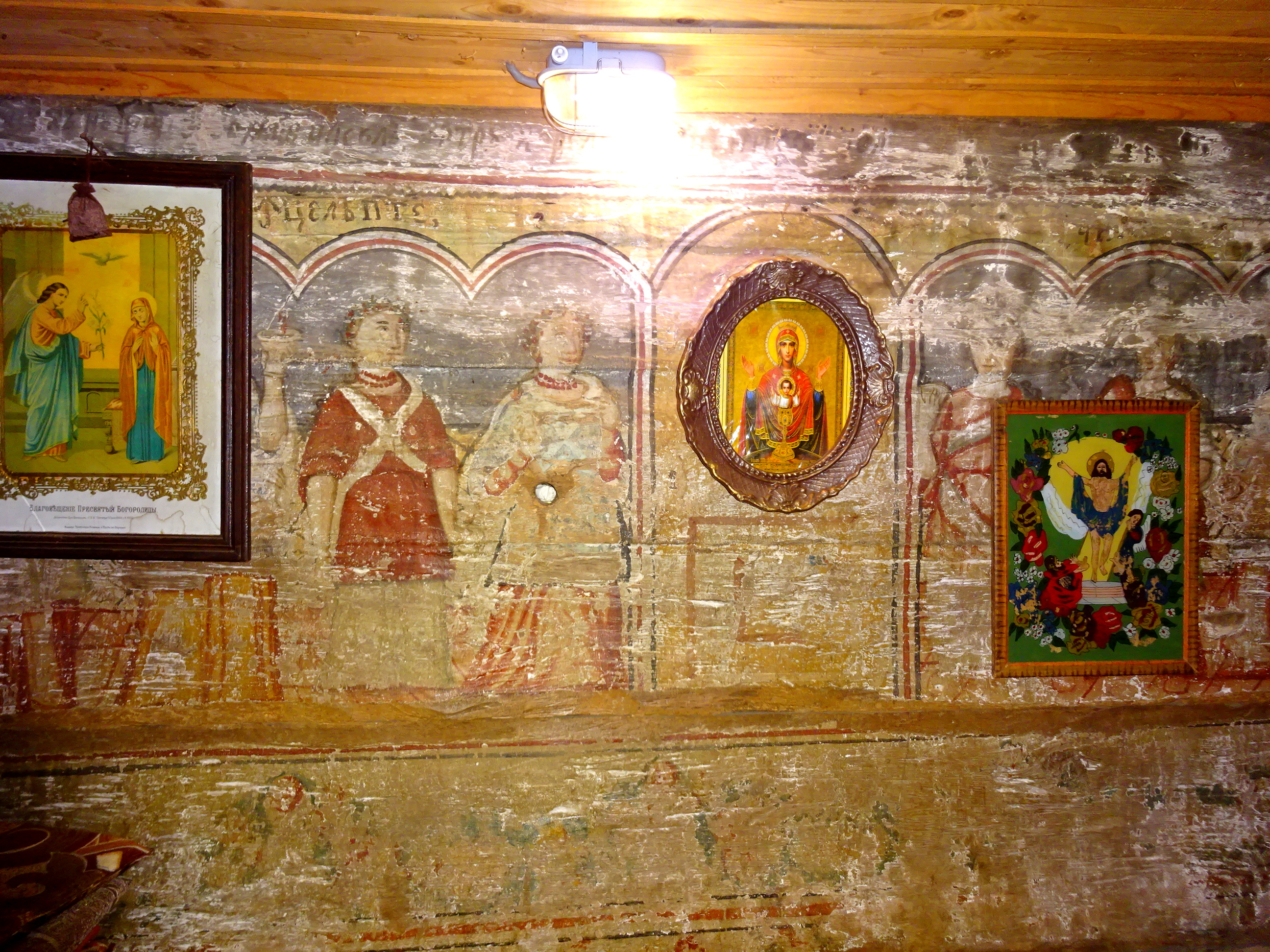
Pronaos, latura de vest: pilda celor 10 fecioare
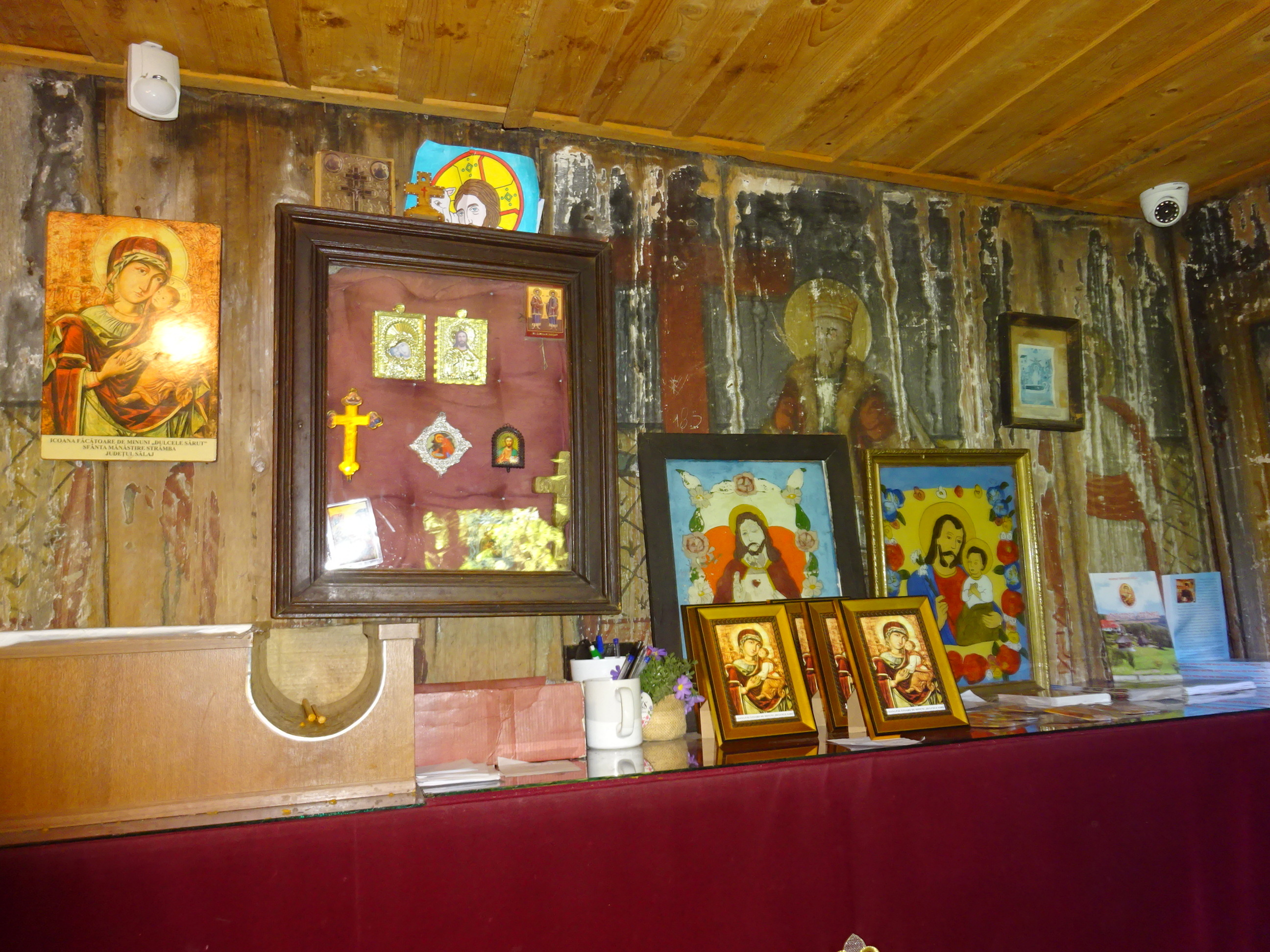
Pronaos, latura de nord: sfinţii împăraţi Constantin şi Elena
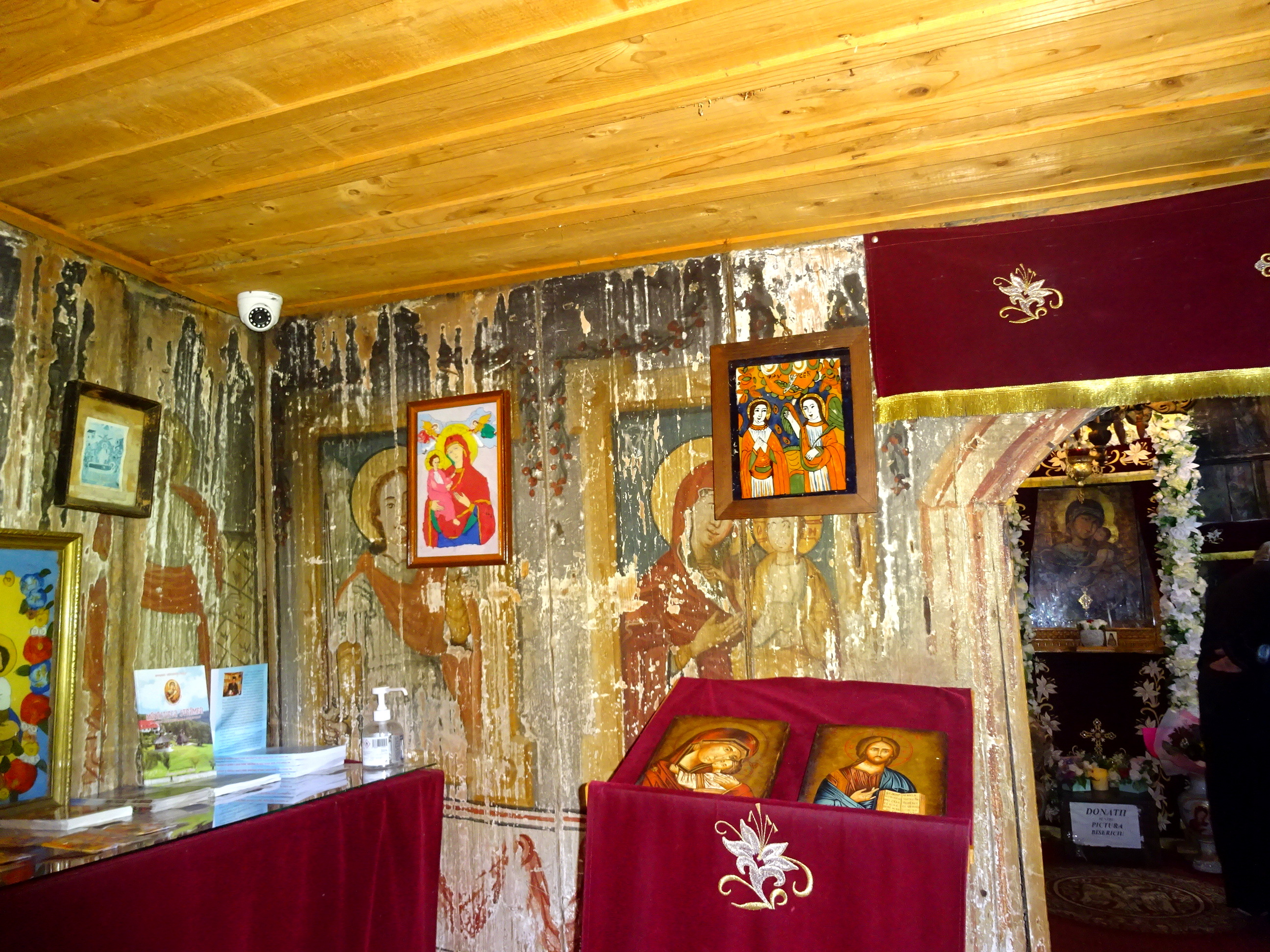
„Maica Domnului cu Pruncul”, „Iisus Hristos” (pe peretele dintre pronaos şi naos).
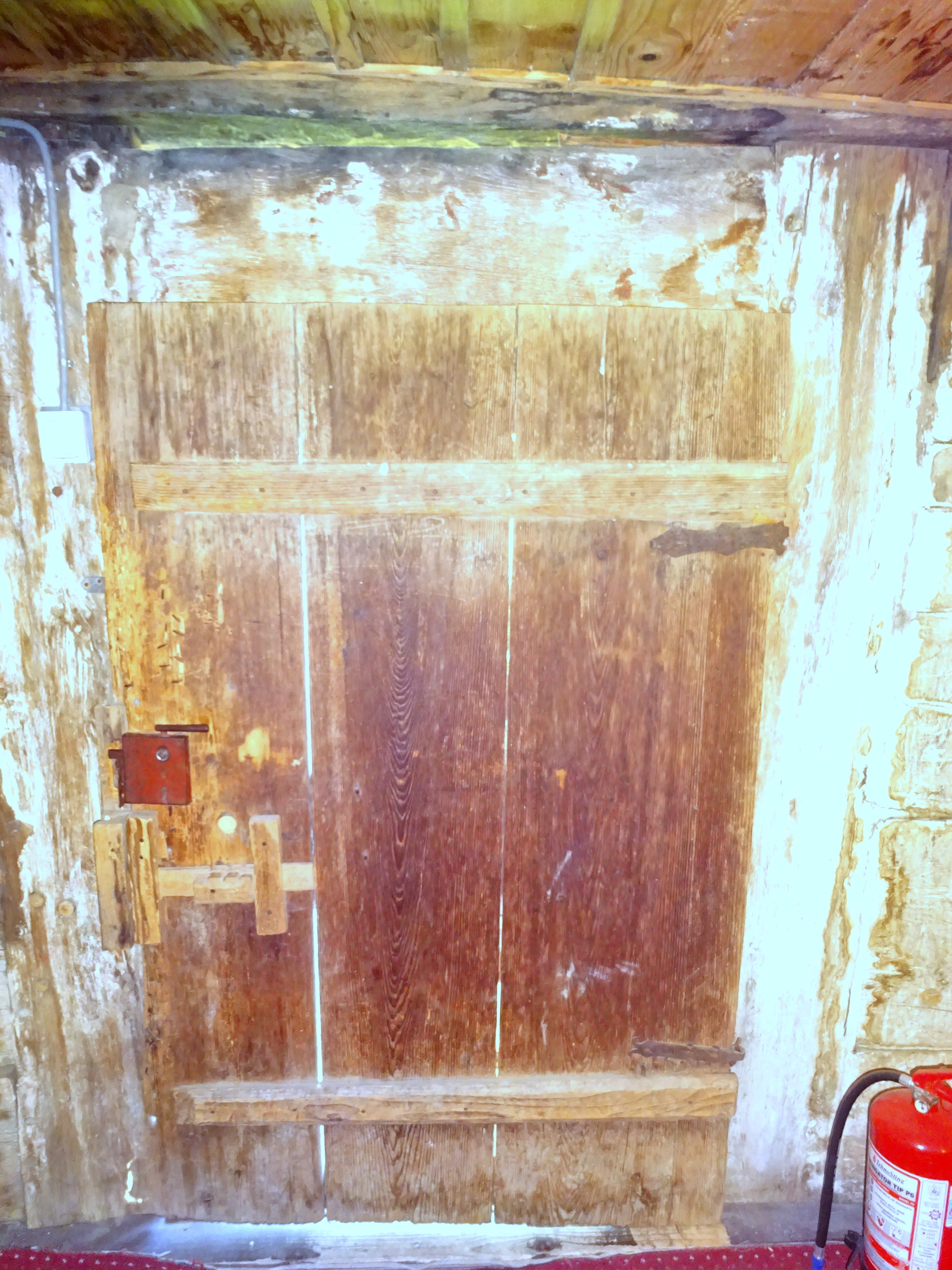
Dosul ușii vechi de lemn de la intrare
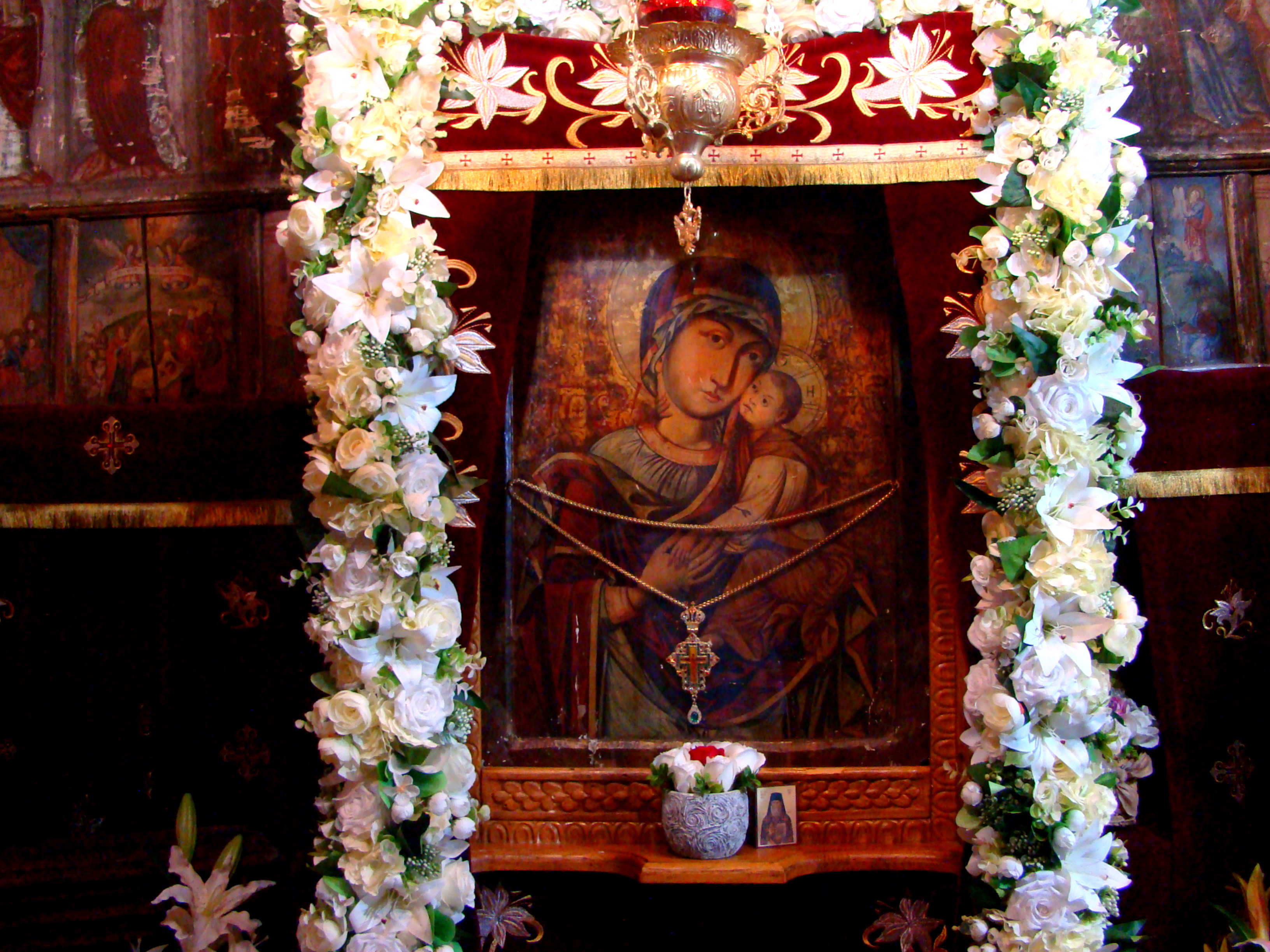
Icoana „Maica Domnului cu Pruncul”, numită şi „Dulcele sărut” (Luca din Iclod, 1673)
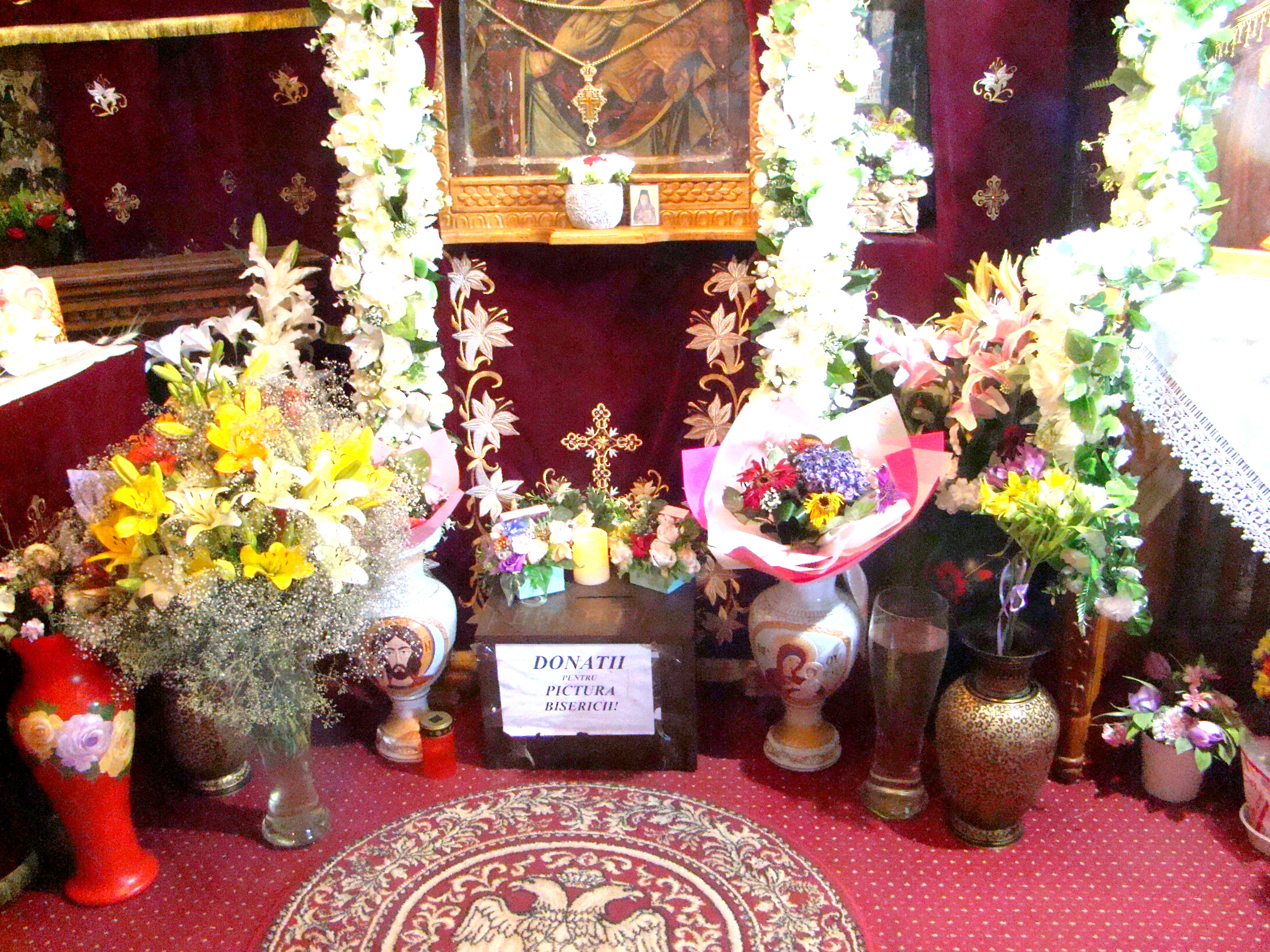
Micul altar improvizat
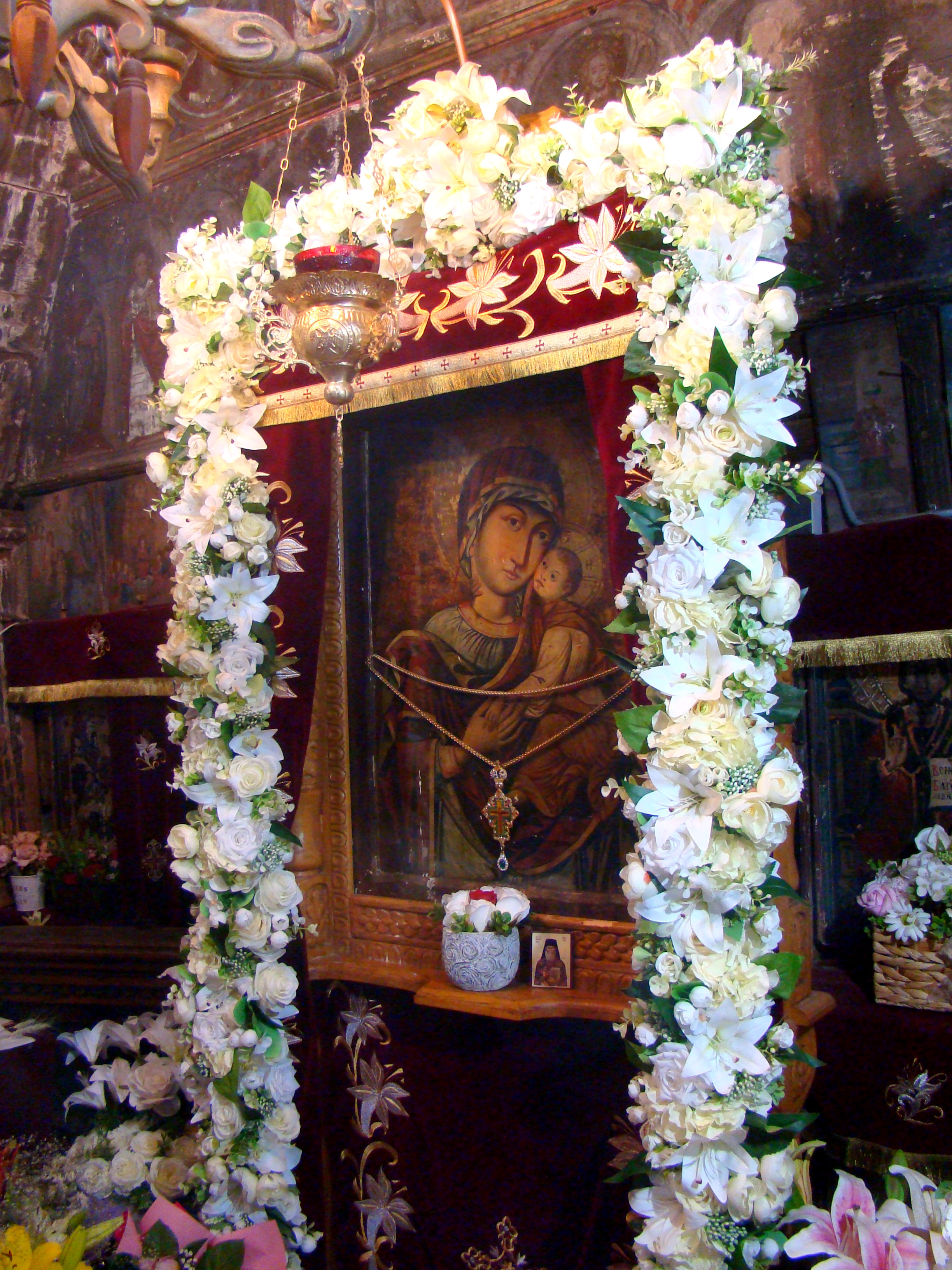
Icoana „Maica Domnului cu Pruncul”, numită şi „Dulcele sărut” (Luca din Iclod, 1673)
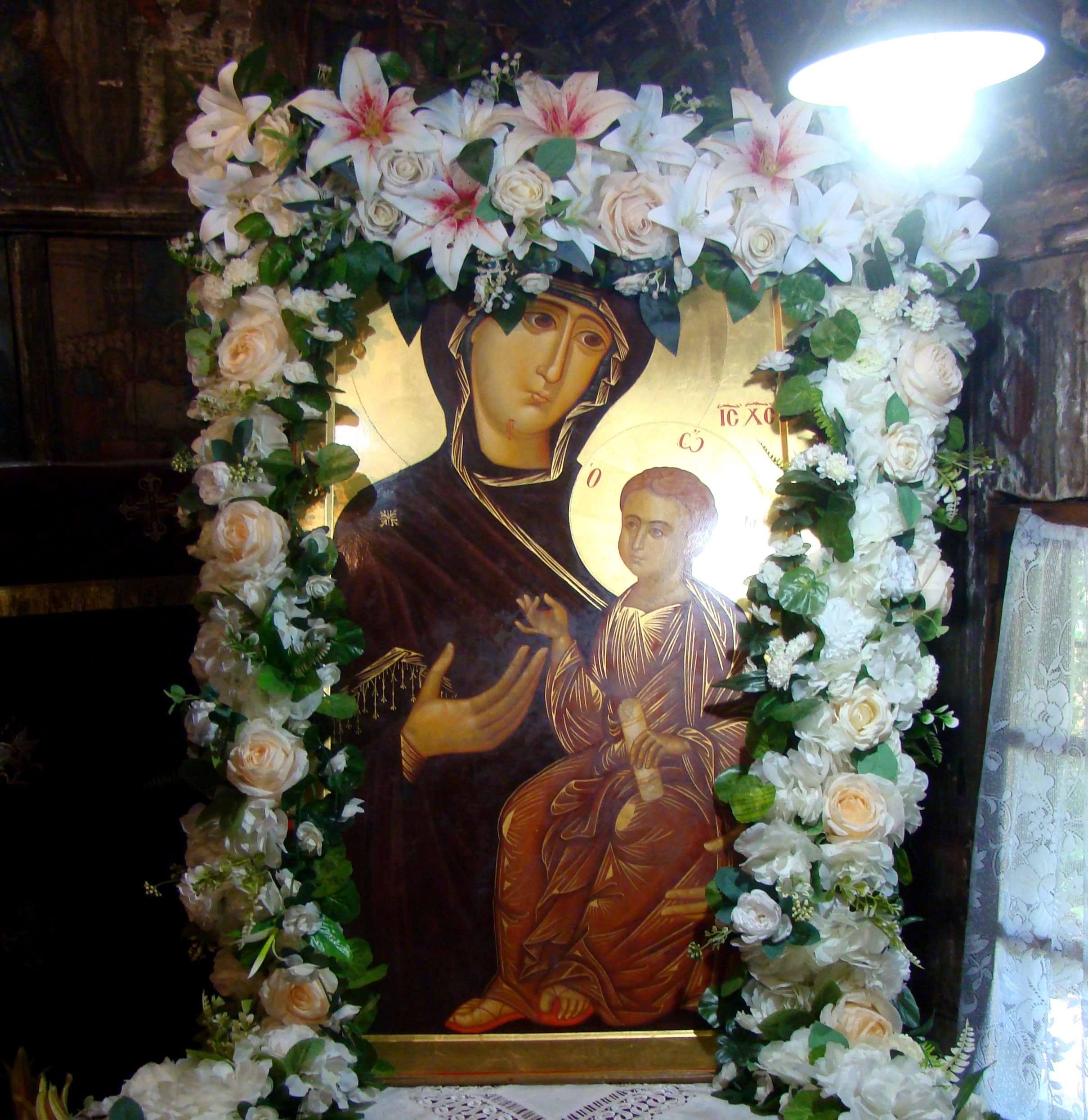
O icoană modernă a Maicii Domnului cu Pruncul
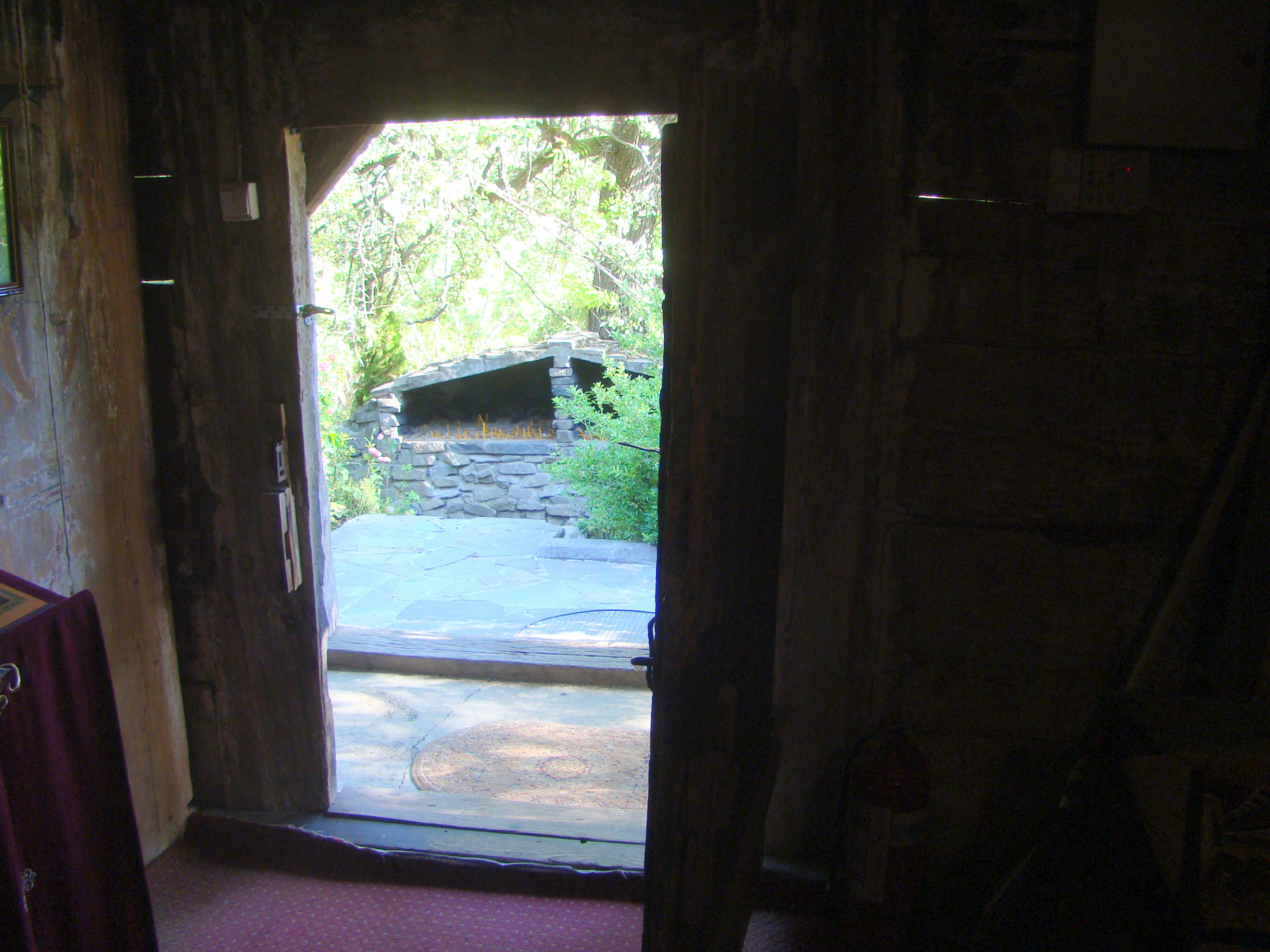
Ușa de la intrare cu mecanismul vechi de închidere